# Formiguères
Pour la station de sports d'hiver, voir Station de Formiguères.
Formiguères  (catalan : Formiguera) est une commune française située dans l'ouest du département des Pyrénées-Orientales, en région Occitanie. Sur le plan historique et culturel, la commune est dans le pays du Capcir, un haut plateau constitué d'une ancienne cuvette glaciaire resserrée entre les massifs granitiques du Carlit et du Madrès.
Exposée à un climat de montagne, elle est drainée par l'Aude, la Galba, la Lladura et par divers autres petits cours d'eau. Incluse dans le parc naturel régional des Pyrénées catalanes, la commune possède un patrimoine naturel remarquable : trois sites Natura 2000 (le « massif du Madres-Coronat », le « massif de Madres-Coronat » et « Capcir, Carlit et Campcardos ») et douze zones naturelles d'intérêt écologique, faunistique et floristique.
Formiguères est une commune rurale qui compte 491 habitants en 2022, après avoir connu une forte hausse de la population depuis 1975. Ses habitants sont appelés les Formiguerois ou  Formigueroises.
Capitale historique du Capcir et résidence des rois de Majorque, c'est un village de montagne, doté d'une église du XIe siècle.

## Géographie

### Localisation
La commune de Formiguères se trouve dans le département des Pyrénées-Orientales, en région Occitanie.
Elle se situe à 66 km à vol d'oiseau de Perpignan, préfecture du département, et à 26 km de Prades, sous-préfecture.
Les communes les plus proches sont : 
Fontrabiouse (2,5 km), Réal (3,2 km), Matemale (3,4 km), Puyvalador (3,8 km), Les Angles (4,6 km), Sansa (6,0 km), Caudiès-de-Conflent (7,2 km), Railleu (7,3 km).
Sur le plan historique et culturel, Formiguères fait partie de la région du Capcir, un haut plateau situé à plus de  1 400 m d'altitude, constitué d'une ancienne cuvette glaciaire resserrée entre les massifs granitiques du Carlit et du Madrès.

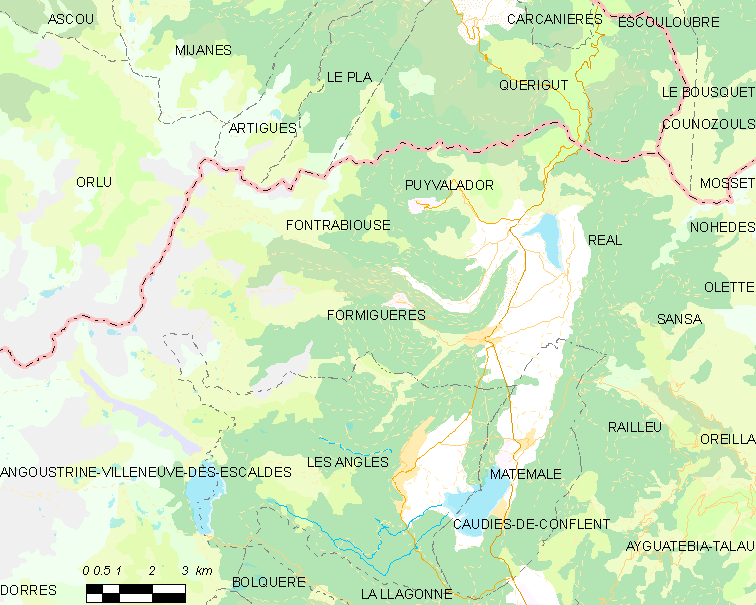
Situation de la commune.

|                                     | Fontrabiouse | Puyvalador                             |
| Orlu (Ariège)                       | Formiguères  | Réal, Sansa                            |
| Angoustrine-Villeneuve-des-Escaldes | Les Angles   | Railleu (par un quadripoint), Matemale |

### Géologie et relief
La commune est classée en zone de sismicité 4, correspondant à une sismicité moyenne.

### Hydrographie

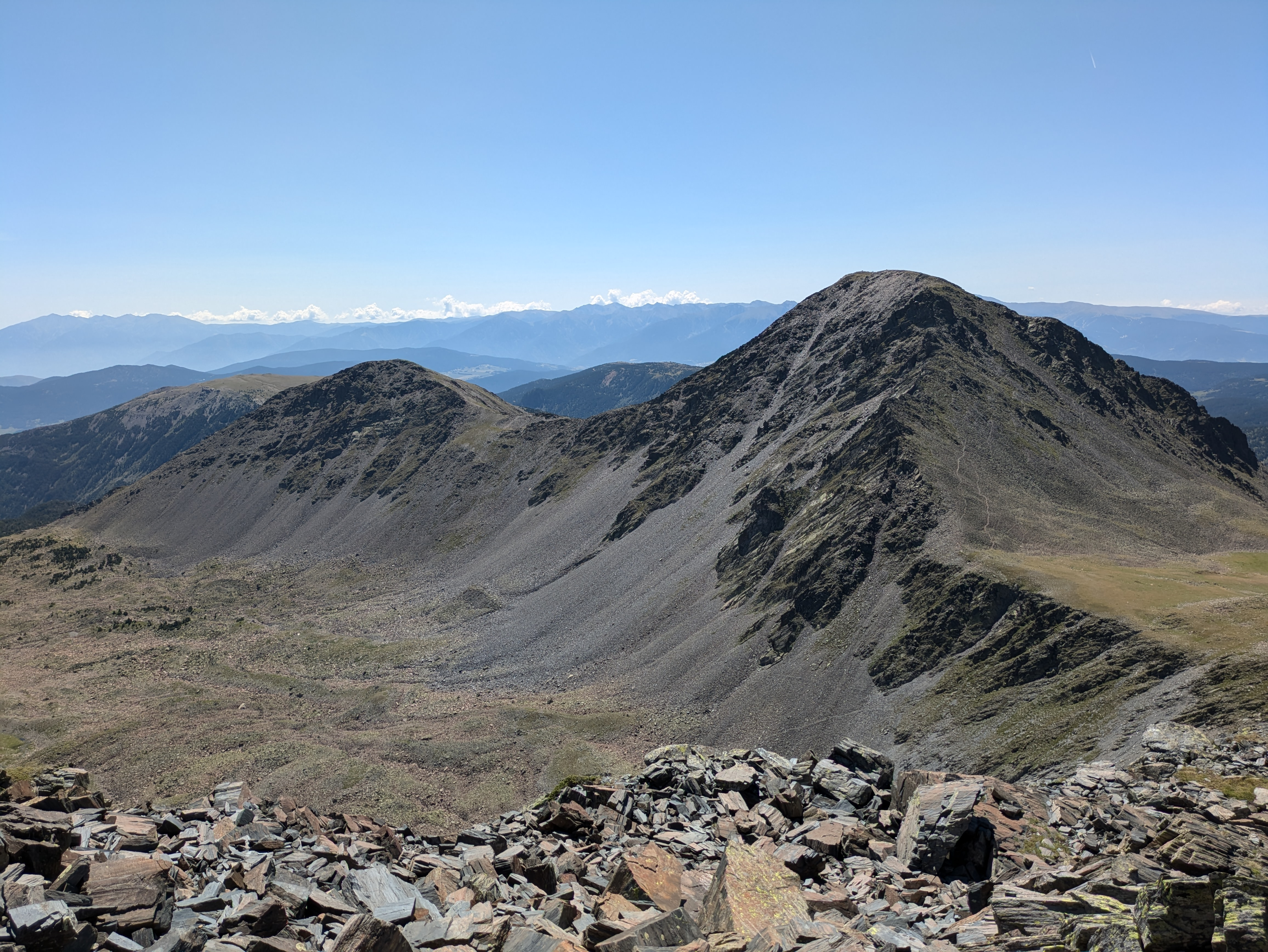
Puig Peric (altitude 2810 mètres), face nord. Le pic est le point culminant de la commune.
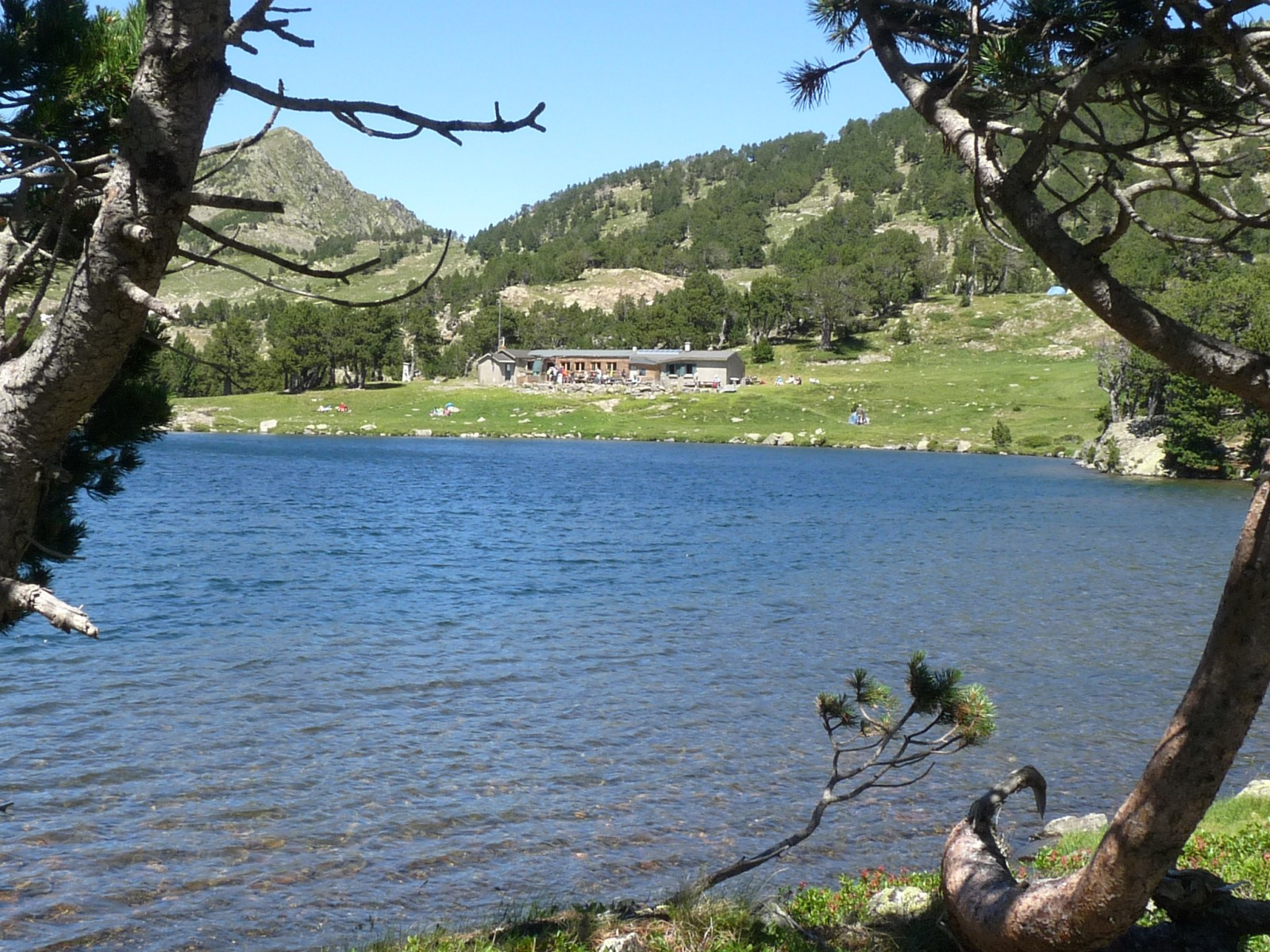
Les lacs et le refuge de Camporells.
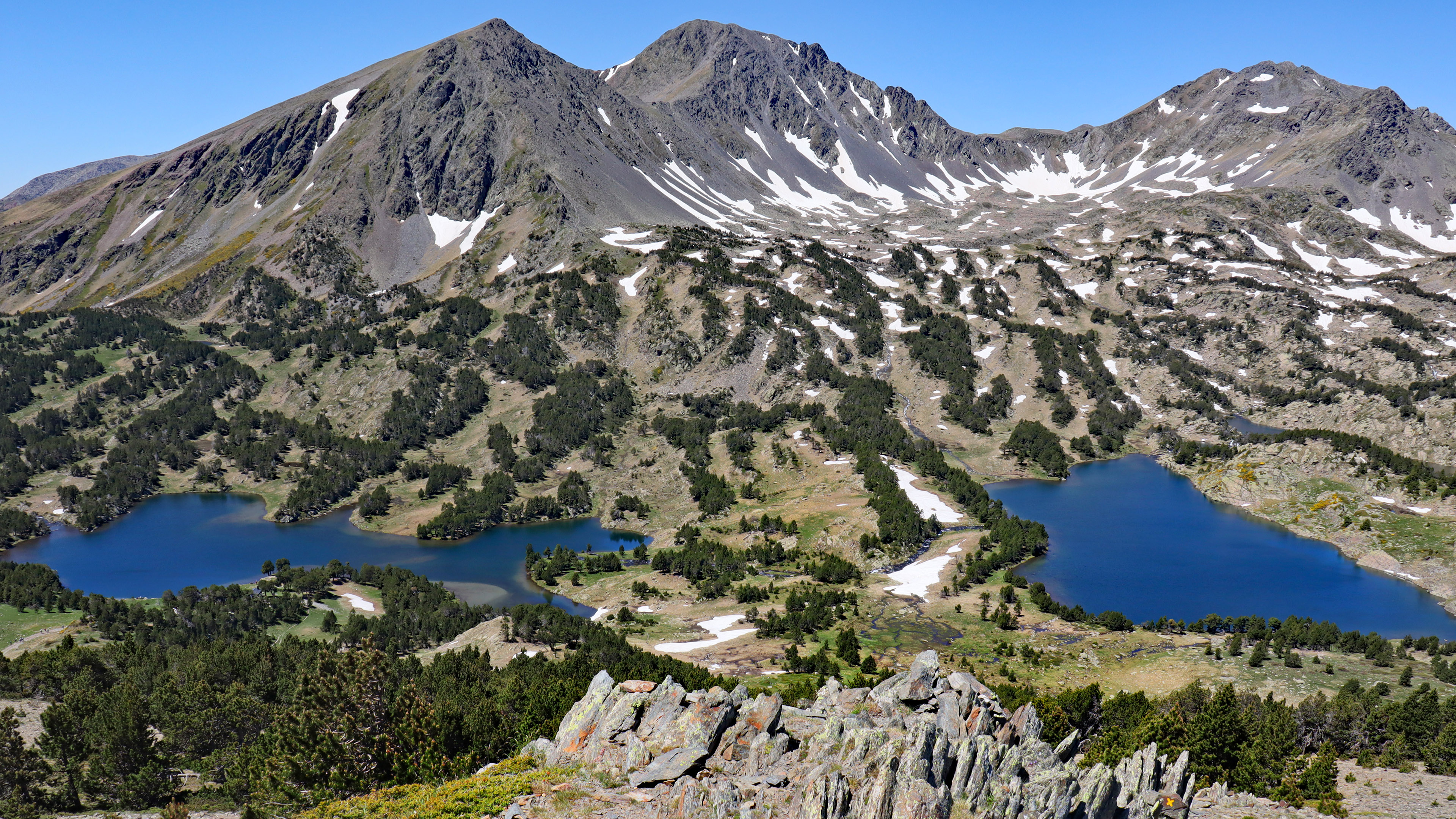
Lacs de Camporells.
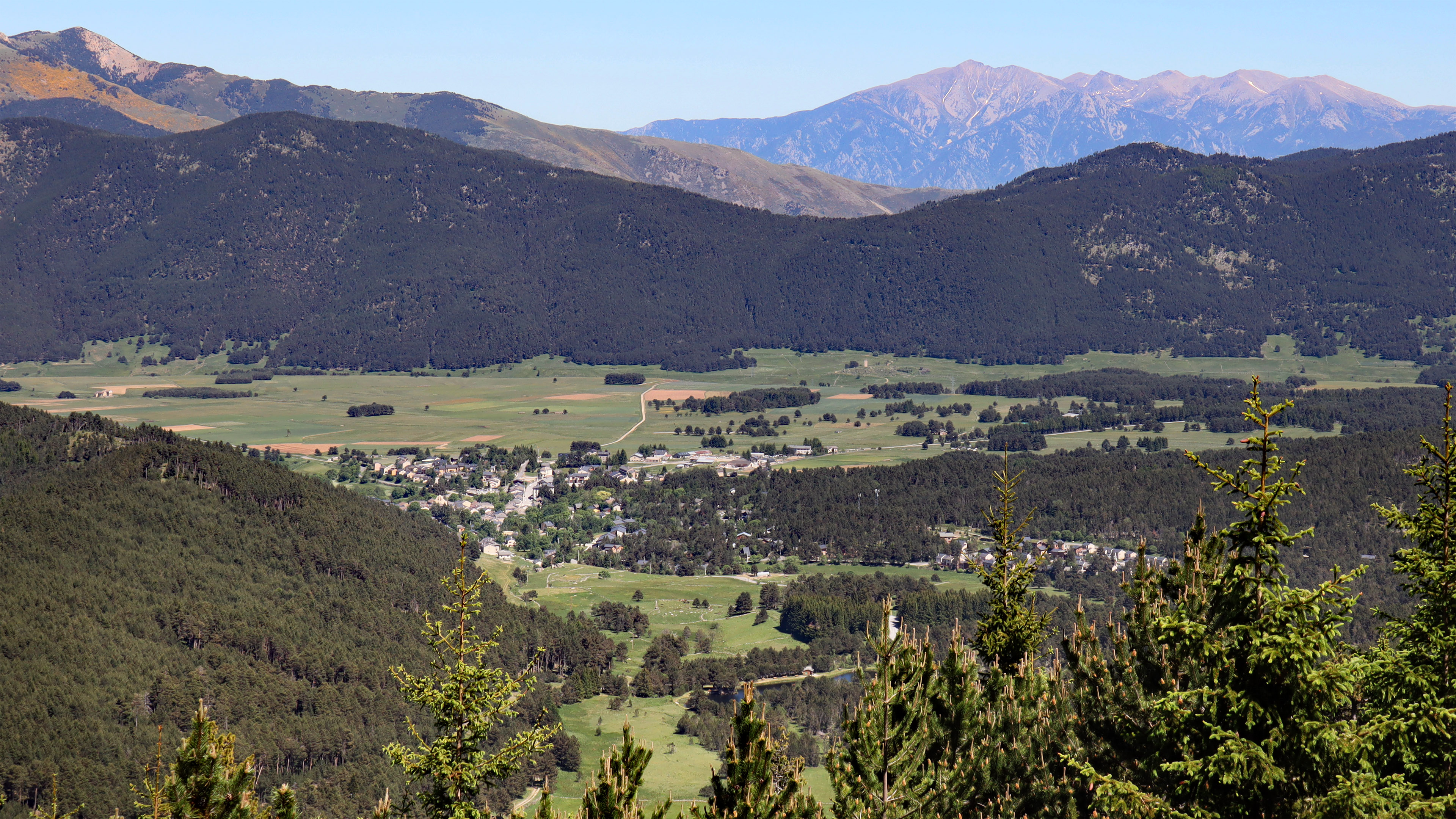
Le village vu des Camporells.

La Lladure, affluent de l'Aude qui descend des lacs de Camporells situés aussi dans la commune, arrose le bourg.
L'Aude arrose l'est de la commune, et le Galbe, autre affluent de l'Aude qui se jette dans le lac de Puyvalador, arrose le nord.

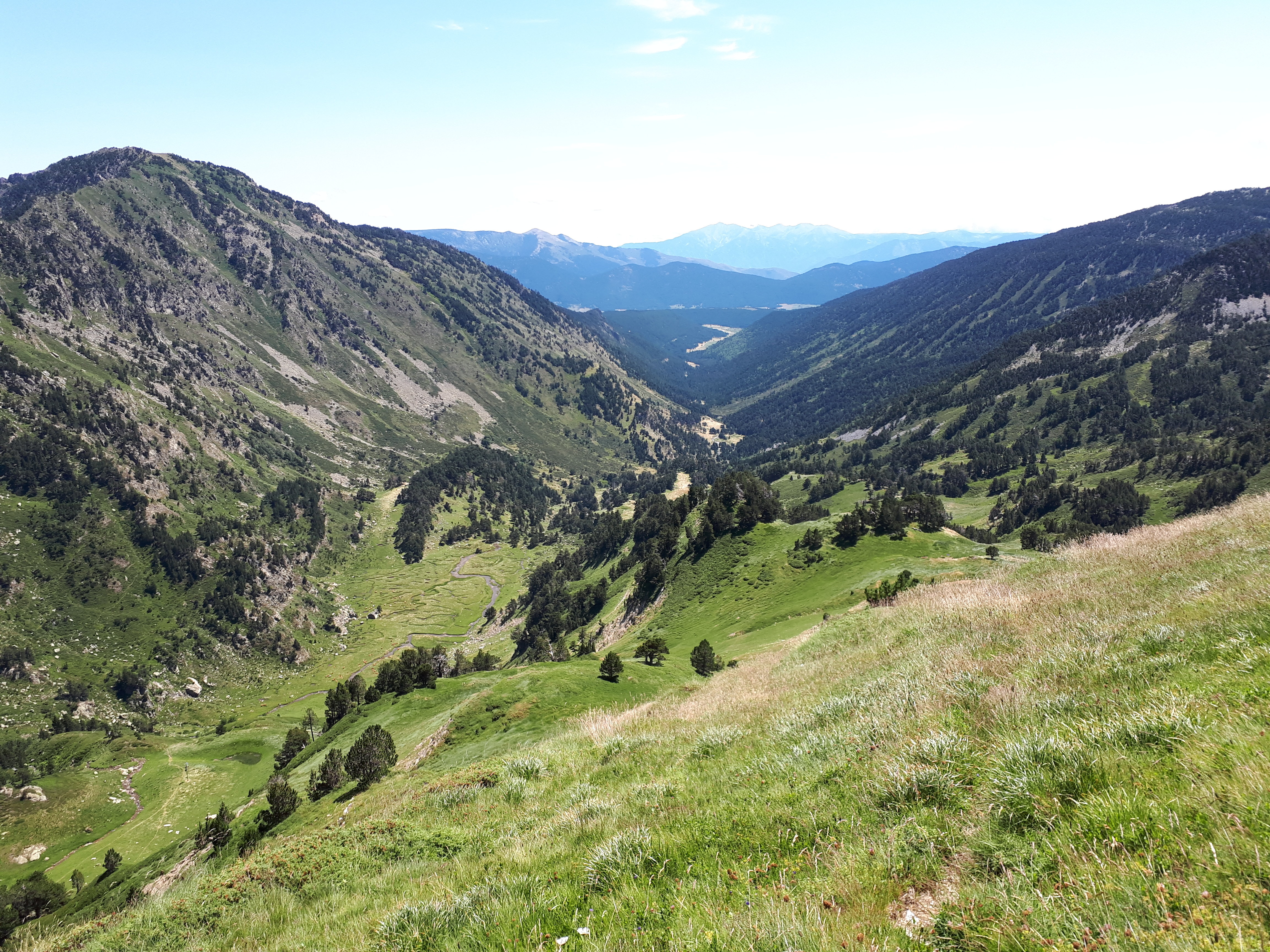
Vallée du Galbe. Vue vers l'est.

### Climat
Pour des articles plus généraux, voir Climat de l'Occitanie et Climat des Pyrénées-Orientales.
En 2010, le climat de la commune est de type climat des marges montargnardes, selon une étude du CNRS s'appuyant sur une série de données couvrant la période 1971-2000. En 2020, Météo-France publie une typologie des climats de la France métropolitaine dans laquelle la commune est exposée à un climat de montagne ou de marges de montagne et est dans la région climatique Pyrénées orientales, caractérisée par une faible pluviométrie, un très bon ensoleillement (2 600 h/an), un air sec, particulièrement en hiver et peu de brouillards.
Pour la période 1971-2000, la température annuelle moyenne est de 7,5 °C, avec une amplitude thermique annuelle de 15,1 °C. Le cumul annuel moyen de précipitations est de 805 mm, avec 7,8 jours de précipitations en janvier et 6,3 jours en juillet. Pour la période 1991-2020, la température moyenne annuelle observée sur la station météorologique installée sur la commune est de 7,6 °C et le cumul annuel moyen de précipitations est de 737,3 mm,. Pour l'avenir, les paramètres climatiques de la commune estimés pour 2050 selon différents scénarios d’émission de gaz à effet de serre sont consultables sur un site dédié publié par Météo-France en novembre 2022.
| Mois                                  | jan.           | fév.          | mars           | avril          | mai           | juin          | jui.          | août          | sep.          | oct.          | nov.           | déc.           | année      |
| ------------------------------------- | -------------- | ------------- | -------------- | -------------- | ------------- | ------------- | ------------- | ------------- | ------------- | ------------- | -------------- | -------------- | ---------- |
| Température minimale moyenne (°C)     | −4,1           | −4,5          | −2,2           | 0,5            | 3,5           | 6,8           | 8,8           | 8,7           | 5,7           | 3,4           | −0,9           | −3,5           | 1,9        |
| Température moyenne (°C)              | 0,9            | 0,7           | 3,1            | 6,2            | 9,2           | 12,9          | 15,4          | 15,3          | 12,1          | 9,3           | 4,1            | 1,6            | 7,6        |
| Température maximale moyenne (°C)     | 5,8            | 5,8           | 8,4            | 11,8           | 14,9          | 18,9          | 22,1          | 21,9          | 18,5          | 15,2          | 9,2            | 6,8            | 13,3       |
| Record de froid (°C) date du record   | −17,9 23.01.11 | −17 27.02.18  | −18,6 11.03.10 | −10,4 05.04.22 | −5,1 06.05.19 | −2,3 12.06.19 | 0 05.07.07    | −1,2 31.08.10 | −4,6 28.09.07 | −8,2 19.10.09 | −14,2 27.11.08 | −15,4 16.12.09 | −18,6 2010 |
| Record de chaleur (°C) date du record | 20,7 25.01.24  | 18,6 24.02.20 | 20,9 12.03.20  | 23,4 29.04.10  | 29,9 21.05.22 | 32,6 27.06.19 | 33,7 18.07.23 | 35,2 18.08.12 | 28,5 05.09.23 | 29 01.10.23   | 22,7 11.11.15  | 18,6 23.12.12  | 35,2 2012  |
| Précipitations (mm)                   | 62,1           | 40,9          | 57,6           | 65,4           | 72,2          | 73,9          | 68,4          | 64,7          | 58,3          | 54,5          | 78             | 41,3           | 737,3      |

### Milieux naturels et biodiversité

#### Espaces protégés
La protection réglementaire est le mode d’intervention le plus fort pour préserver des espaces naturels remarquables et leur biodiversité associée,. Un  espace protégé est présent sur la commune : 
le parc naturel régional des Pyrénées catalanes, créé en 2004 et d'une superficie de 139 062 ha, qui s'étend sur 66 communes du département. Ce territoire s'étage des fonds maraîchers et fruitiers des vallées de basse altitude aux plus hauts sommets des Pyrénées-Orientales en passant par les grands massifs de garrigue et de forêt méditerranéenne,.

#### Réseau Natura 2000

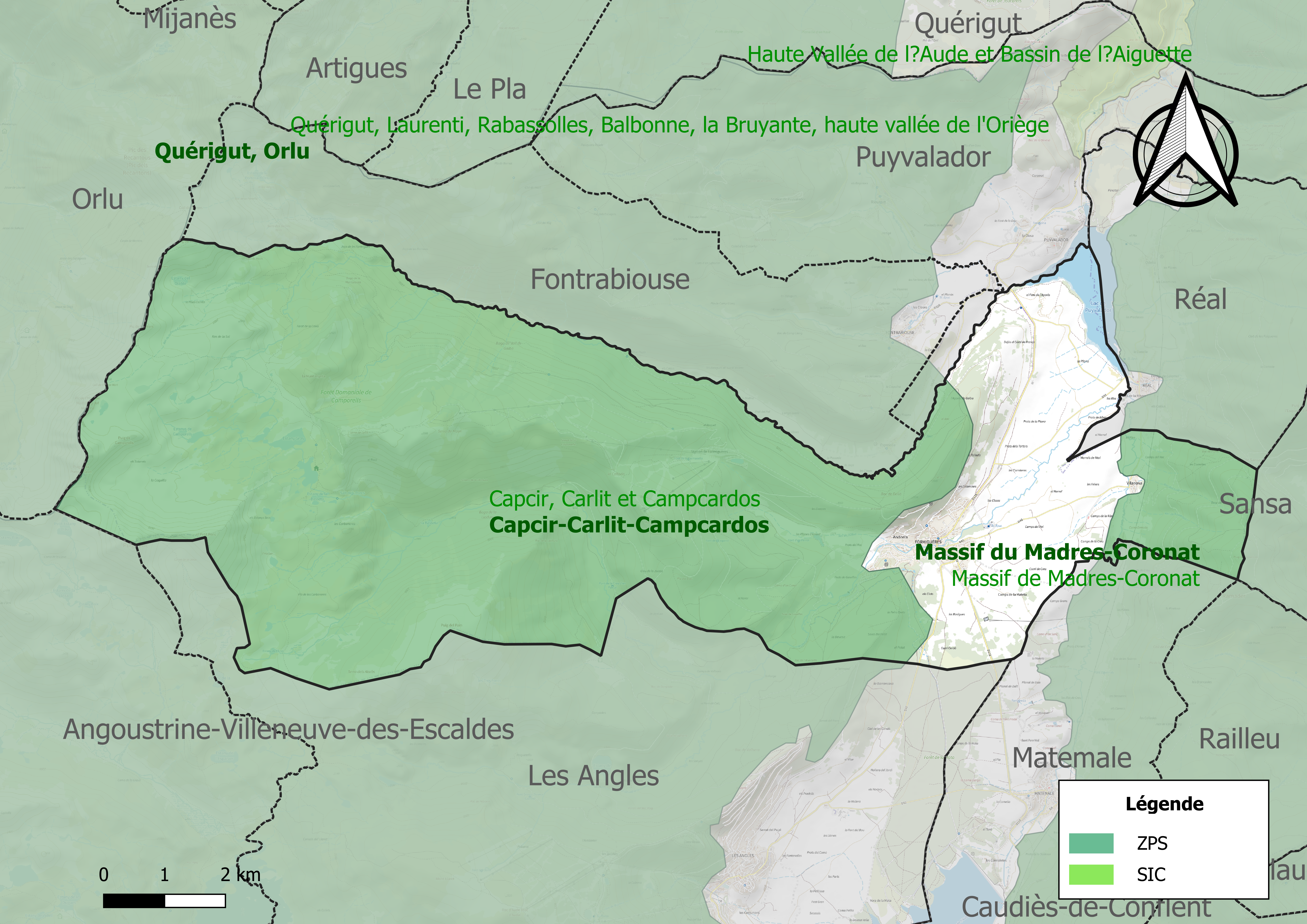
Sites Natura 2000 sur le territoire communal.

Le réseau Natura 2000 est un réseau écologique européen de sites naturels d'intérêt écologique élaboré à partir des directives habitats et oiseaux, constitué de zones spéciales de conservation (ZSC) et de zones de protection spéciale (ZPS).
Deux sites Natura 2000 ont été définis sur la commune, à la fois au titre de la directive habitats et de la directive oiseaux : massif de Madres-Coronat et Capcir-Carlit-Campcardos.
Le massif de Madres-Coronat, d'une superficie de 21 363 ha, offre une multitude de faciès de végétation avec aussi bien des garrigues supra-méditerranéennes, des pinèdes à Pin sylvestre ou à Pin à crochet, que des hêtraies pures ou des hêtraies-sapinières, des landes à Genêt purgatif ou à Rhododendron, ou encore des pelouses alpines. De plus, il présente un fort intérêt écologique pour 17 espèces inscrites à l'annexe I de la directive oiseaux, dont le Gypaète barbu.
Le site Natura 2000 Capcir-Carlit-Campcardos couvre une superficie de 39 760 ha sur le territoire de quinze communes du département dont celle-ci. Cette zone présente de nombreux habitats naturels alpins (pelouses, landes) et des milieux rocheux majoritairement siliceux et héberge certaines espèces d'intérêt communautaire : Botrychium simplex, Ligularia sibirica pour les plantes, Desman des Pyrénées et Loche pour les animaux. Au titre de la directive oiseaux, elle recèle une grande diversité d'habitats naturels se traduisant par un patrimoine ornithologique remarquable puisqu'elle accueille la plupart des espèces caractéristiques des zones de montagne, que ce soit parmi les rapaces (Gypaète barbu, Circaète Jean-le-Blanc, aigle royal, Faucon pèlerin), les galliformes (Lagopède, grand Tétras) ou les espèces forestières (Pic noir) et d'autres de milieux plus ouverts,.

#### Zones naturelles d'intérêt écologique, faunistique et floristique
L’inventaire des zones naturelles d'intérêt écologique, faunistique et floristique (ZNIEFF) a pour objectif de réaliser une couverture des zones les plus intéressantes sur le plan écologique, essentiellement dans la perspective d’améliorer la connaissance du patrimoine naturel national et de fournir aux différents décideurs un outil d’aide à la prise en compte de l’environnement dans l’aménagement du territoire.
Sept ZNIEFF de type 1 sont recensées sur la commune :
- la « forêt de la Matte » (260 ha), couvrant 3 communes du département[22] ;
- le « plateau des Camporells » (603 ha)[23] ;
- les « prairies humides de la Plana » (230 ha), couvrant 2 communes du département[24] ;
- les « prairies humides de Matemale à Villanova » (324 ha), couvrant 2 communes du département[25] ;
- le « val de Galbe » (1 950 ha), couvrant 3 communes du département[26] ;
- la « vallée de Balcère » (609 ha), couvrant 2 communes du département[27] ;
- la « vallée et bassin versant de l'Oriège » (8 938 ha), couvrant 9 communes dont six dans l'Ariège et trois dans les Pyrénées-Orientales[28] ;

et cinq ZNIEFF de type 2, : 
- le « bassin versant de l'Oriège et montagnes orientales d'Ax-les-Thermes » (18 551 ha), couvrant 25 communes dont 18 dans l'Ariège, quatre dans l'Aude et trois dans les Pyrénées-Orientales[29] ;
- les « Capcir » (3 227 ha), couvrant 6 communes du département[30] ;
- la « forêt de pins à crochets de la périphérie du Capcir » (13 788 ha), couvrant 12 communes du département[31];
- le « massif du Carlit » (11 838 ha), couvrant 7 communes du département[32];
- le « versant sud du massif du Madres » (27 267 ha), couvrant 27 communes du département[33];

Carte des ZNIEFF de type 1 et 2 à Formiguères.
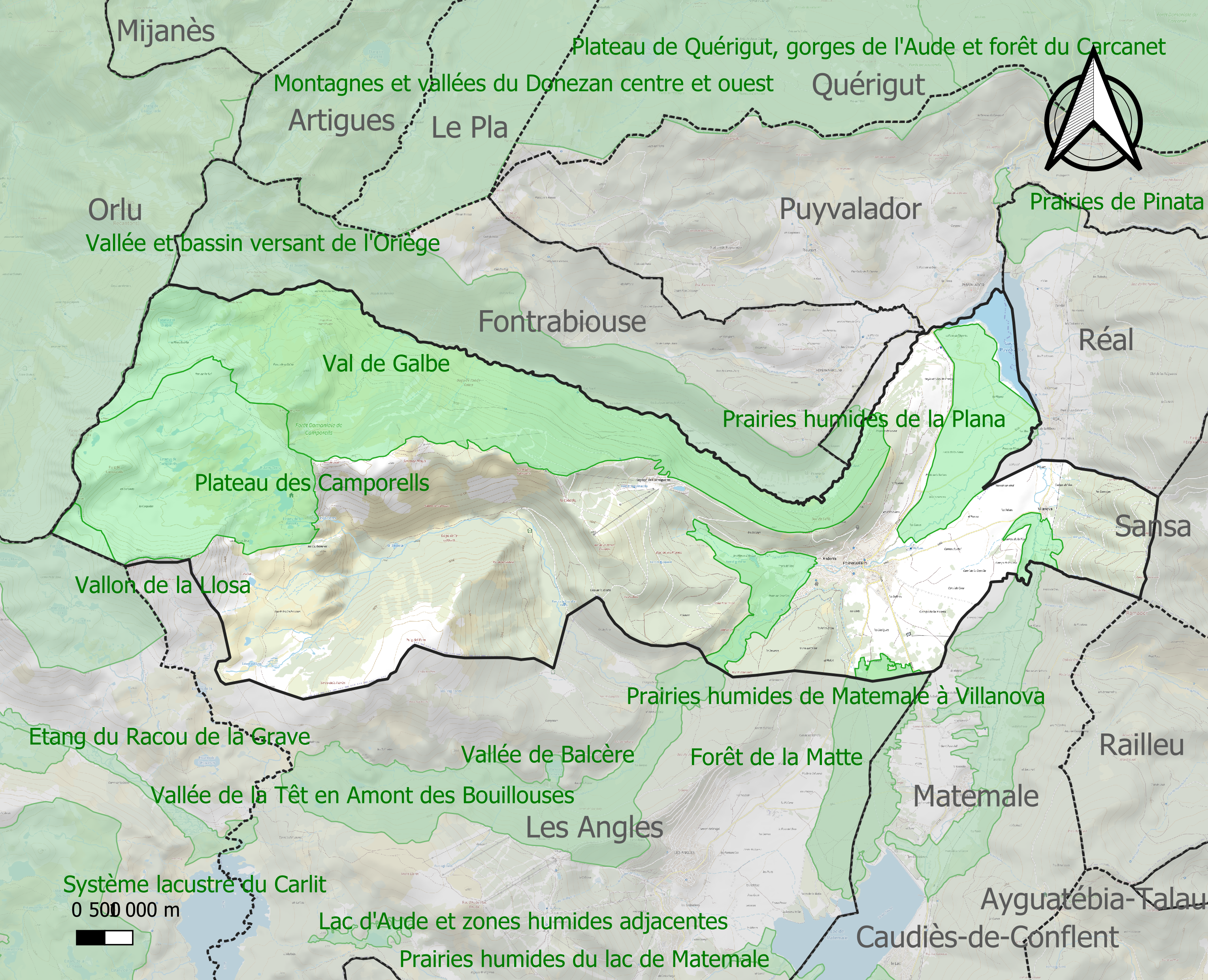
Carte des ZNIEFF de type 1 sur la commune.
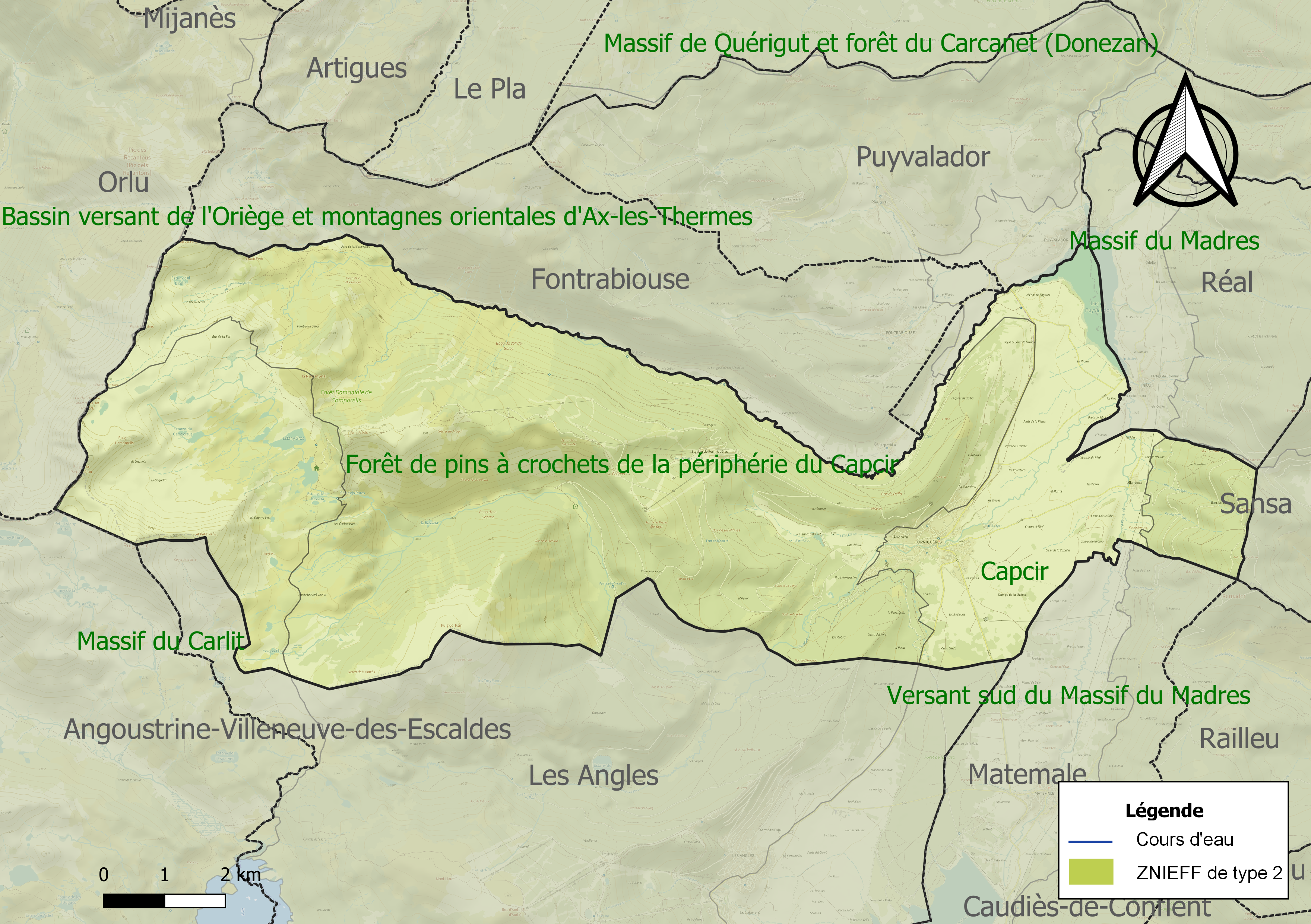
Carte des ZNIEFF de type 2 sur la commune.

## Urbanisme

### Typologie
Au 1er janvier 2024, Formiguères est catégorisée commune rurale à habitat dispersé, selon la nouvelle grille communale de densité à sept niveaux définie par l'Insee en 2022.
Elle est située hors unité urbaine et hors attraction des villes,.

### Occupation des sols
L'occupation des sols de la commune, telle qu'elle ressort de la base de données européenne d’occupation biophysique des sols Corine Land Cover (CLC), est marquée par l'importance des forêts et milieux semi-naturels (81,7 % en 2018), une proportion sensiblement équivalente à celle de 1990 (82,3 %). La répartition détaillée en 2018 est la suivante : 
forêts (40,7 %), milieux à végétation arbustive et/ou herbacée (28,1 %), espaces ouverts, sans ou avec peu de végétation (12,9 %), zones agricoles hétérogènes (9,3 %), prairies (6,3 %), zones urbanisées (1,3 %), eaux continentales (0,9 %), espaces verts artificialisés, non agricoles (0,6 %). L'évolution de l’occupation des sols de la commune et de ses infrastructures peut être observée sur les différentes représentations cartographiques du territoire : la carte de Cassini (XVIIIe siècle), la carte d'état-major (1820-1866) et les cartes ou photos aériennes de l'IGN pour la période actuelle (1950 à aujourd'hui).

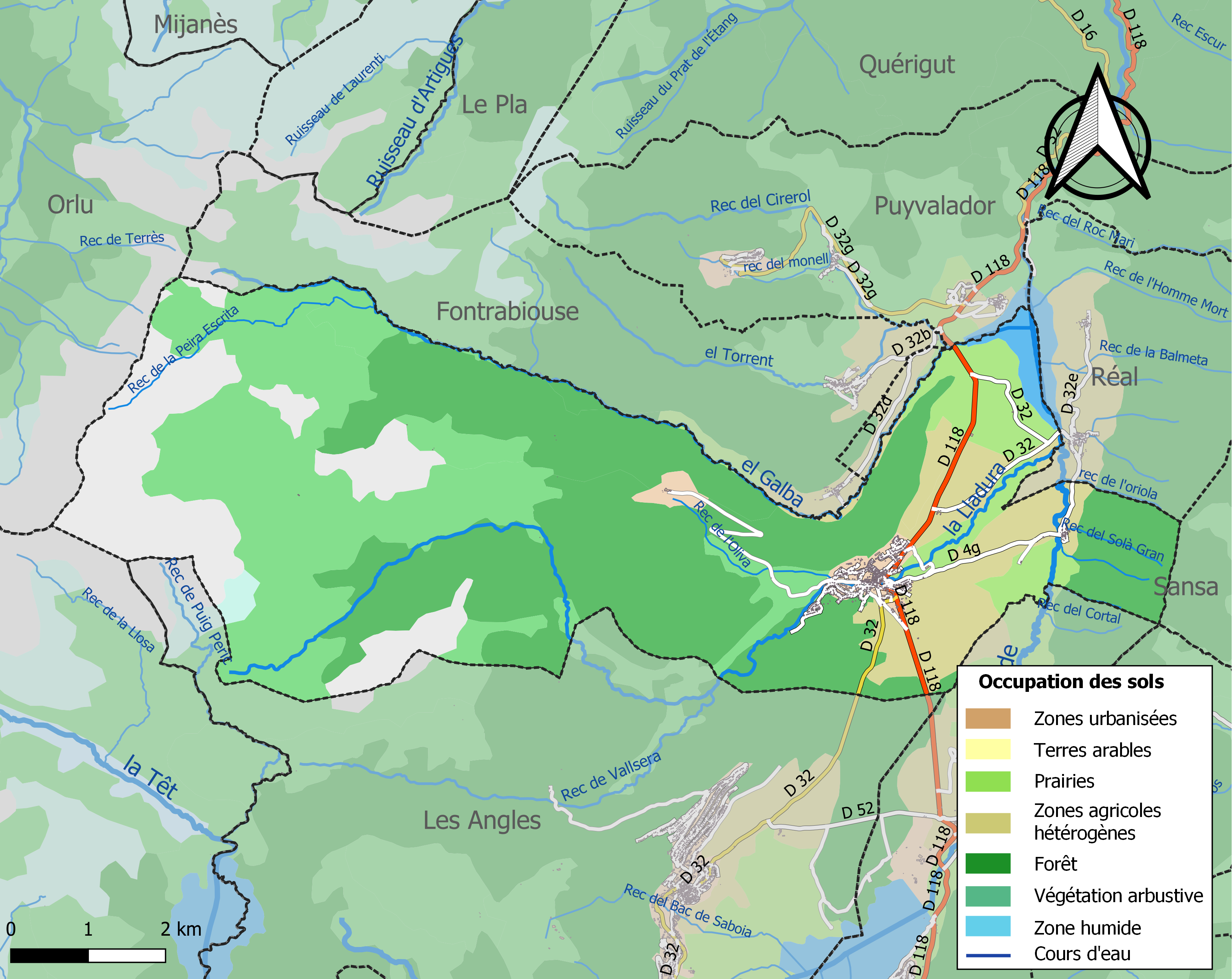
Carte des infrastructures et de l'occupation des sols de la commune en 2018 (CLC).

### Voies de communication et transports
Deux accès sont possibles :
- depuis Mont-Louis/Font-Romeu pour la partie Pyrénées-Orientales ;
- depuis Axat et la haute vallée de l'Aude depuis l'Aude et l'Ariège.

La ligne 561 du réseau régional liO relie la commune à la gare de Perpignan, et la ligne 562 relie la commune à Puyvalador et à Latour-de-Carol.

### Risques majeurs
Le territoire de la commune de Formiguères est vulnérable à différents aléas naturels : inondations, climatiques (grand froid ou canicule), feux de forêts, mouvements de terrains, avalanche  et séisme (sismicité moyenne). Il est également exposé à un risque technologique, la rupture d'un barrage, et à un risque particulier, le risque radon,.

#### Risques naturels
Certaines parties du territoire communal sont susceptibles d’être affectées par le risque d’inondation par crue torrentielle de cours d'eau du bassin de l'Aude.
Les mouvements de terrains susceptibles de se produire sur la commune sont soit des mouvements liés au retrait-gonflement des argiles, soit des glissements de terrains, soit des chutes de blocs. Une cartographie nationale de l'aléa retrait-gonflement des argiles permet de connaître les sols argileux ou marneux susceptibles vis-à-vis de ce phénomène.

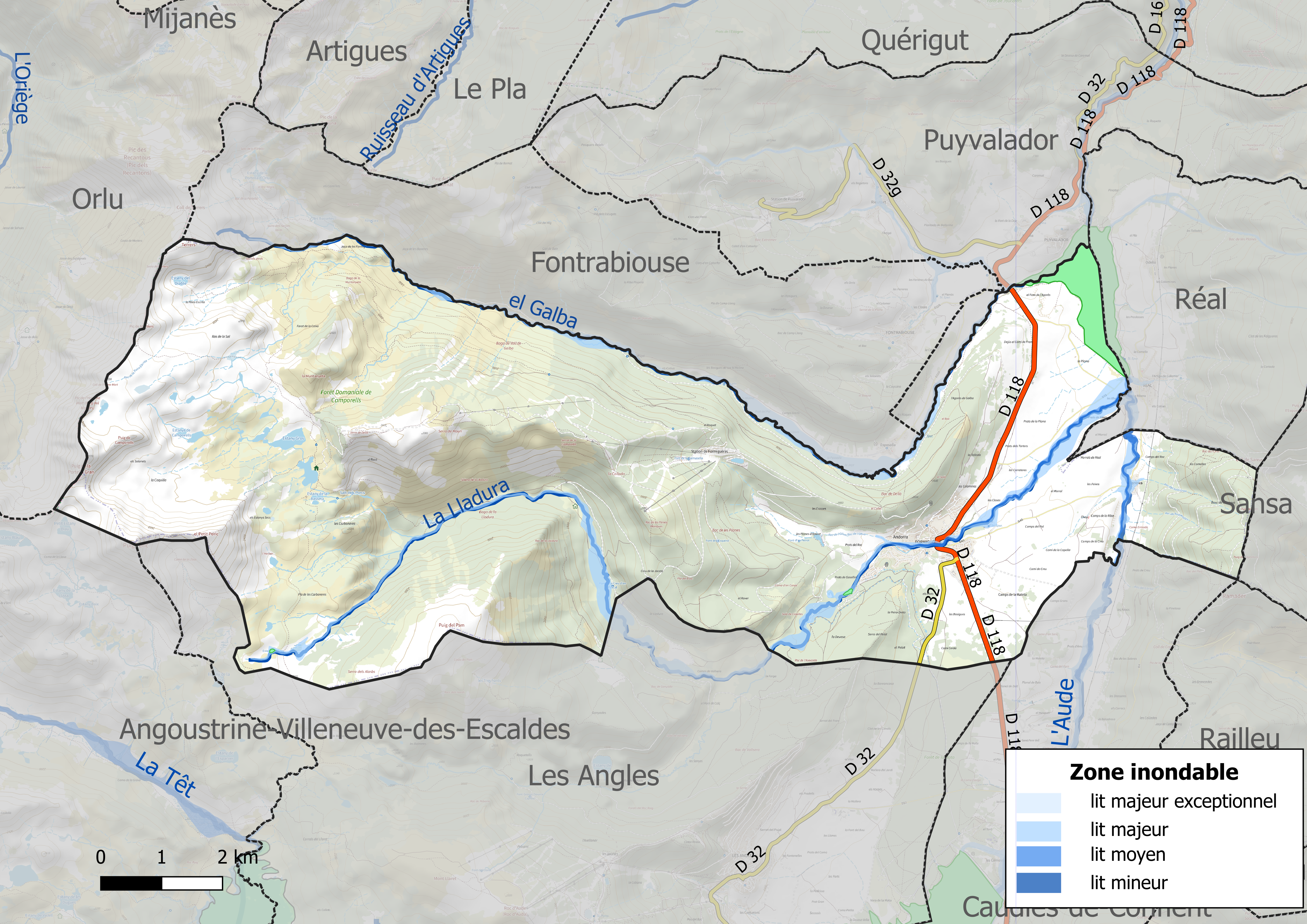
Carte des zones inondables.
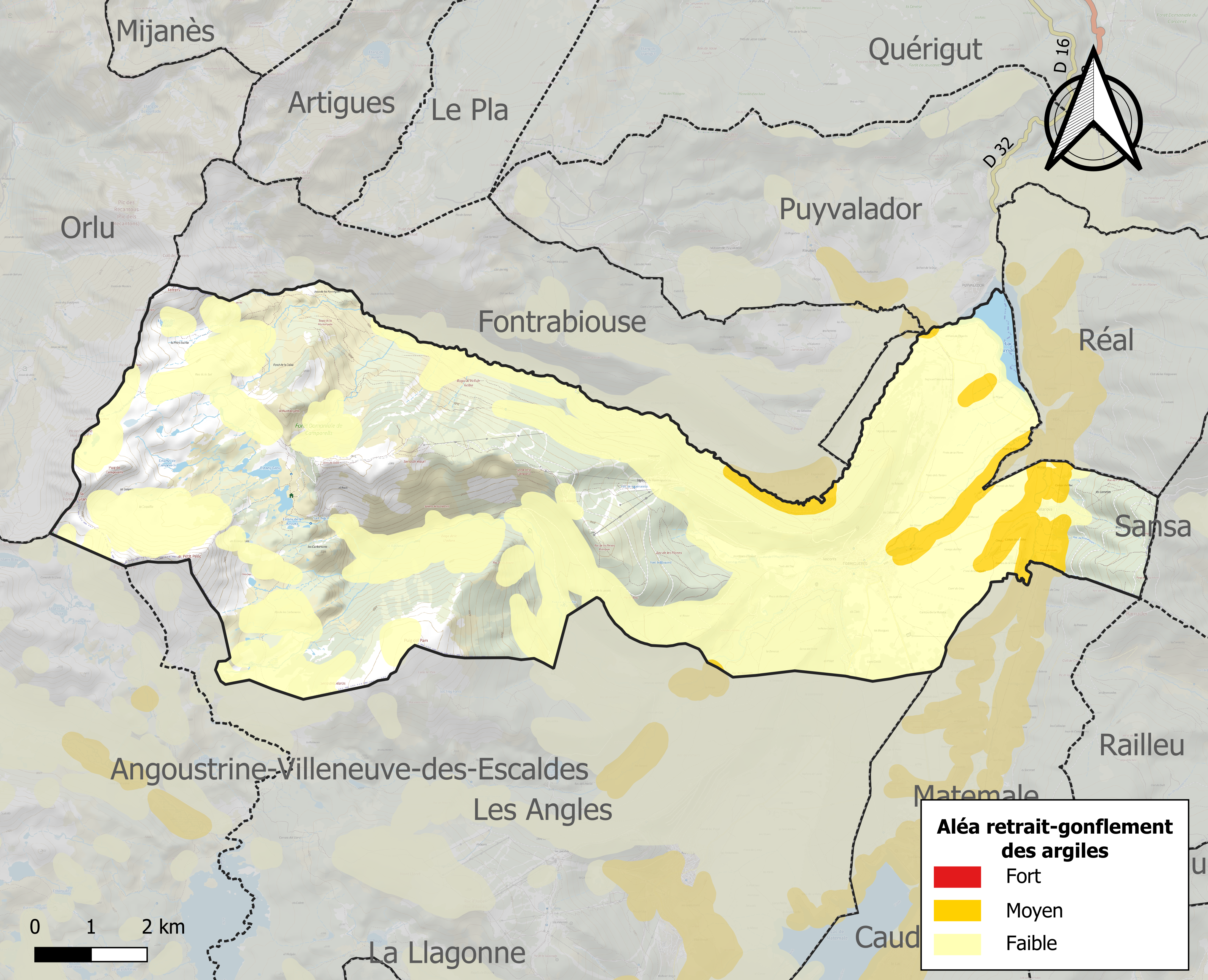
Carte des zones d'aléa retrait-gonflement des argiles.

#### Risques technologiques
Dans le département des Pyrénées-Orientales, on dénombre sept grands barrages susceptibles d’occasionner des dégâts en cas de rupture. La commune fait partie des 66 communes susceptibles d’être touchées par l’onde de submersion consécutive à la rupture d’un de ces barrages, le barrage de Matemale sur l'Aude, un ouvrage de 33,5 m de hauteur construit en 1959.

#### Risque particulier
Dans plusieurs parties du territoire national, le radon, accumulé dans certains logements ou autres locaux, peut constituer une source significative d’exposition de la population aux rayonnements ionisants. Toutes les communes du département sont concernées par le risque radon à un niveau plus ou moins élevé. Selon la classification de 2018, la commune de Formiguères est classée en zone 3, à savoir zone à potentiel radon significatif.

## Toponymie
Le nom Formiguères est la francisation, avec un s final de faux pluriel, du nom de la commune en catalan : Formiguera.
Formiguera est de manière probable issu d'un terme catalan lié au défrichement, formiguer, qui désignait un tas de broussailles que l'on brûlait dans les champs. La formiguera désignait l'ensemble de ces tas (avec le suffixe collectif -aria).
D'autres hypothèses moins probables proposent une origine dans le latin formica (« fourmi ») avec le même suffixe –aria ou un nom de propriétaire de domaine agricole d'origine germanique Frumicar.
Une villa Formiguaria est mentionnée dès l'an 873. Différentes formes sont utilisées au cours du Moyen-Âge, dont Formigueres avec un s qui apparaît au XIVe siècle et Formiguera au XVe siècle. Formigueres se répand à partir du XVIIIe siècle et est utilisée par l'administration française, qui l'officialise.

## Histoire

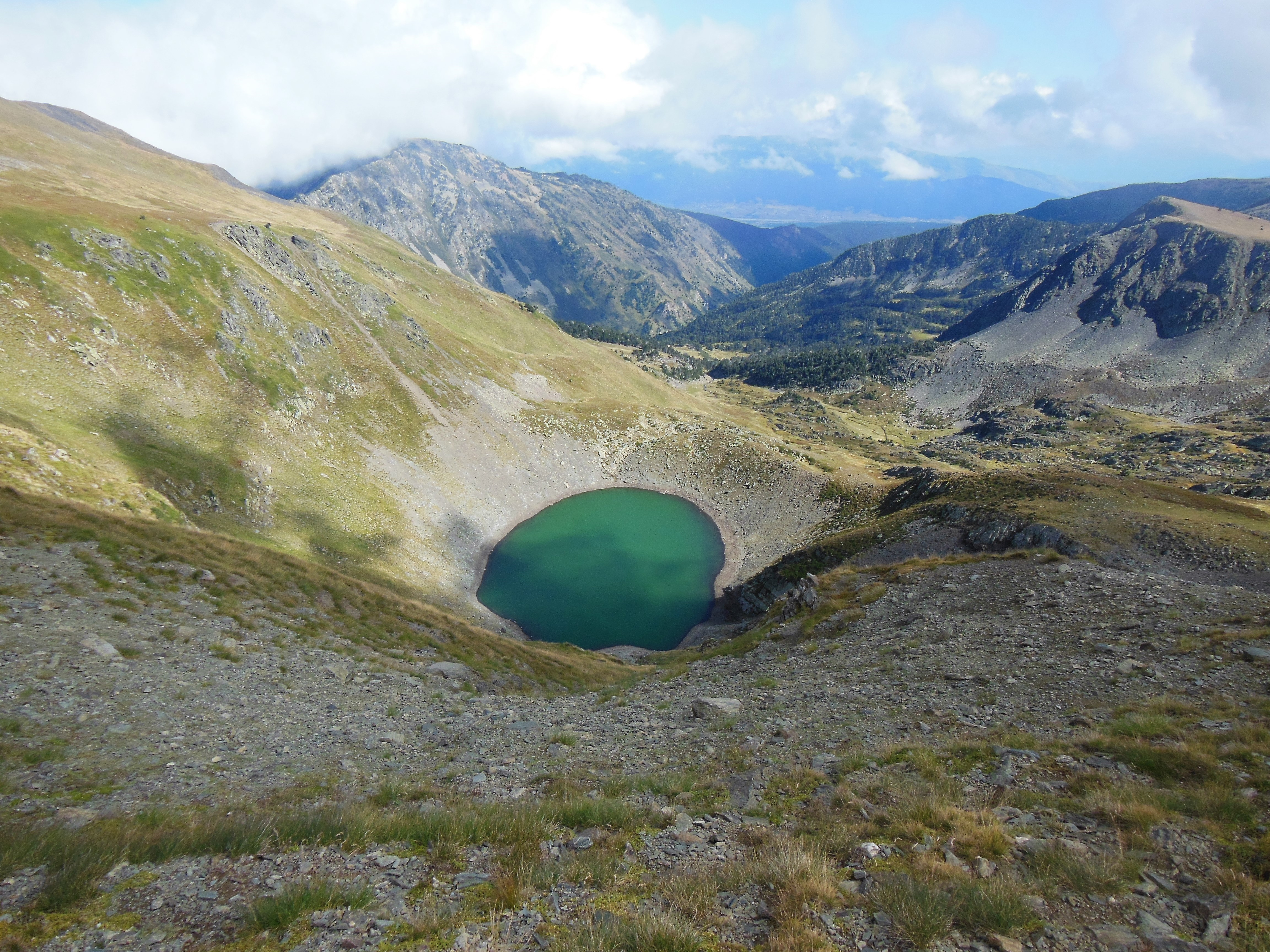
Estany del (ou Lac du) Diable, et la vallée de Peyra (ou Peira) Escrita.

Une grotte du côté de la Peyra Escrita, abrite des gravures rupestres de la fin de l'âge de Bronze (~VIIe siècle av. J.-C.). Cette grotte domine le lac du Diable ; Nicolardot note au passage que les toponymes en relation avec le diable et/ou l'enfer sont fréquents aux proches alentours de sites préhistoriques et en particulier des sites portant des gravures préhistoriques ou protohistoriques].
L'église est consacrée en l'an 843.
Formiguères a été fortifiée très tôt, à la suite des différentes invasions, le château a été détruit à la fin du XIXe siècle. Seul le portail d'entrée (actuellement encadrement de la porte de la mairie) et une portion des remparts (entre la mairie et l'église) subsistent.
Le village de Formiguères abritait au XIIIe et XIVe siècles la résidence d'été des rois de Majorque, et il fut fréquenté notamment par Sanche Ier (Sanç en catalan), qui venait y soigner son asthme et où il mourut le 14 septembre 1324.[réf. nécessaire]
Un chantier de jeunesse française est implanté dès 1941, le groupement Bugeaud.
La commune adhère à la Communauté de communes Capcir Haut-Conflent par arrêté préfectoral du 31 décembre 1999.

## Politique et administration

### Canton
En 1790, la commune de Formiguères est intégrée dans le canton de Formiguères. Celui-ci est dissous en 1801 et Formiguères est alors rattachée au canton de Mont-Louis, dont elle fait partie jusqu'en 2015,.
À compter des élections départementales de 2015, la commune est incluse dans le nouveau canton des Pyrénées catalanes.

### Liste des maires

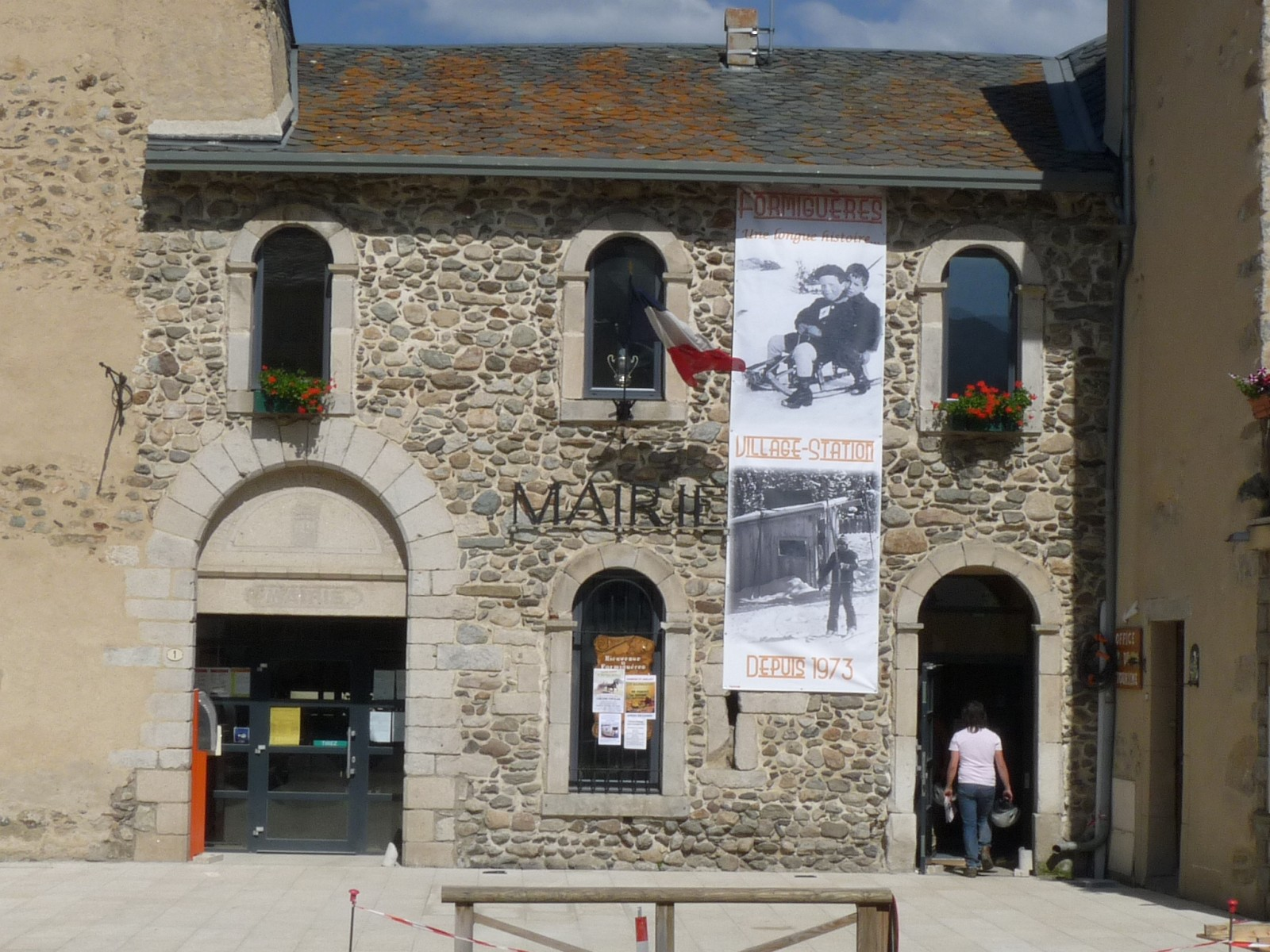
La mairie, à côté de l'église.

| Période      | Période      | Identité             | Étiquette | Qualité |
| ------------ | ------------ | -------------------- | --------- | ------- |
| 1792         | 1793         | François Picheyre    |           |         |
| 1793         | 1795         | Jean Antoine Estrade |           |         |
| 1795         | 1800         | Joseph Aggery        |           |         |
| 1800         | 1800         | Jacques Soubeille    |           |         |
| 1800         | 1801         | Gilles Olive         |           |         |
| 1801         | 1802         | Pierre Sans          |           |         |
| 1802         | 1813         | Isidore Vergés       |           |         |
| 1813         | 1813         | Raymond Brunet       |           |         |
| 1813         | 1816         | Joseph Boucabeille   |           |         |
| 1816         | 1817         | Bonaventure Maria    |           |         |
| 1817         | 1819         | Jean Antoine Vergés  |           |         |
| 1819         | 1830         | Valentin Vergés      |           |         |
| 1830         | 1830         | Jean Antoine Estrade |           |         |
| 1830         | 1833         | Jean Merlat          |           |         |
| 1833         | 1840         | Valentin Vergés      |           |         |
| 1840         | 1846         | Pierre Antoine Sans  |           |         |
| 1846         | 1848         | Joseph Boucabeille   |           |         |
| 1848         | 1848         | Jean Merlat          |           |         |
| 1848         | 1850         | Valentin Olive       |           |         |
| 1850         | 1851         | Jean Come            |           |         |
| 1851         | 1855         | Joseph Picheyre      |           |         |
| 1855         | 1860         | Jacques Estrade      |           |         |
| 1860         | 1870         | Pierre Merlat        |           |         |
| 1870         | 1871         | Jean Come            |           |         |
| 1871         | 1885         | Paul Sans            |           |         |
| 1885         | 1888         | Paul Christofeul     |           |         |
| 1888         | 1889         | Paul Sans            |           |         |
| 1889         | 1892         | Paul Christofeul     |           |         |
| 1892         | 1896         | Jean Baptiste Merlat |           |         |
| 1896         | 1900         | Paul Christofeul     |           |         |
| 1900         | 1912         | Vincent Boucabeille  |           |         |
| 1912         | 1913         | Joseph Merlat        |           |         |
| 1913         | 1945         | Jean Sans            |           |         |
| 1945         | 1983         | François Picheyre    |           |         |
| 1983         | 1989         | Valentin Canet       |           |         |
| 1983         | 1995         | Claude Christofeul   |           |         |
| juin 1995    | mars 2008    | Yves Baso            | DVD       |         |
| mars 2008    | juillet 2020 | Philippe Loos,       | DVD       |         |
| juillet 2020 | En cours     | Philippe Petiqueux   |           |         |

## Population et société

### Démographie ancienne
La population  est exprimée en nombre de feux (f) ou d'habitants (H).
| 1355 | 1359 | 1365 | 1378 | 1424 | 1470 | 1515 | 1553 | 1709 |
| ---- | ---- | ---- | ---- | ---- | ---- | ---- | ---- | ---- |
| 50 f | 39 f | 36 f | 24 f | 8 f  | 3 f  | 14 f | 9 f  | 45 f |

| 1720 | 1767  | 1774  | 1789  | - | - | - | - | - |
| ---- | ----- | ----- | ----- | - | - | - | - | - |
| 34 f | 511 H | 107 f | 112 f | - | - | - | - | - |

Notes :
- 1378 : dont 4 f pour Galbe ;
- 1515 : dont 2 f pour Villeneuve ;
- 1774 : une partie est recensée avec Fontrabiouse ;
- 1789 : pour Fourmiguère et Galba.

### Démographie contemporaine
L'évolution du nombre d'habitants est connue à travers les recensements de la population effectués dans la commune depuis 1793. Pour les communes de moins de 10 000 habitants, une enquête de recensement portant sur toute la population est réalisée tous les cinq ans, les populations de référence des années intermédiaires étant quant à elles estimées par interpolation ou extrapolation. Pour la commune, le premier recensement exhaustif entrant dans le cadre du nouveau dispositif a été réalisé en 2006.

En 2022, la commune comptait 491 habitants, en évolution de +4,91 % par rapport à 2016 (Pyrénées-Orientales : +3,92 %, France hors Mayotte : +2,11 %).
| 1793 | 1800 | 1806 | 1821 | 1831 | 1836 | 1841 | 1846 | 1851 |
| ---- | ---- | ---- | ---- | ---- | ---- | ---- | ---- | ---- |
| 619  | 604  | 713  | 700  | 804  | 875  | 867  | 954  | 818  |

| 1856 | 1861 | 1866 | 1872 | 1876 | 1881 | 1886 | 1891 | 1896 |
| ---- | ---- | ---- | ---- | ---- | ---- | ---- | ---- | ---- |
| 810  | 799  | 816  | 826  | 762  | 734  | 741  | 721  | 653  |

| 1901 | 1906 | 1911 | 1921 | 1926 | 1931 | 1936 | 1946 | 1954 |
| ---- | ---- | ---- | ---- | ---- | ---- | ---- | ---- | ---- |
| 612  | 640  | 605  | 566  | 520  | 508  | 429  | 421  | 419  |

| 1962 | 1968 | 1975 | 1982 | 1990 | 1999 | 2006 | 2011 | 2016 |
| ---- | ---- | ---- | ---- | ---- | ---- | ---- | ---- | ---- |
| 353  | 370  | 313  | 312  | 357  | 434  | 435  | 414  | 468  |

| 2021 | 2022 | - | - | - | - | - | - | - |
| ---- | ---- | - | - | - | - | - | - | - |
| 496  | 491  | - | - | - | - | - | - | - |

| selon la population municipale des années : | 1968 | 1975 | 1982 | 1990 | 1999 | 2006 | 2009 | 2013 |
| Rang de la commune dans le département      | 103  | 104  | 114  | 113  | 107  | 113  | 111  | 113  |
| Nombre de communes du département           | 232  | 217  | 220  | 225  | 226  | 226  | 226  | 226  |

### Enseignement

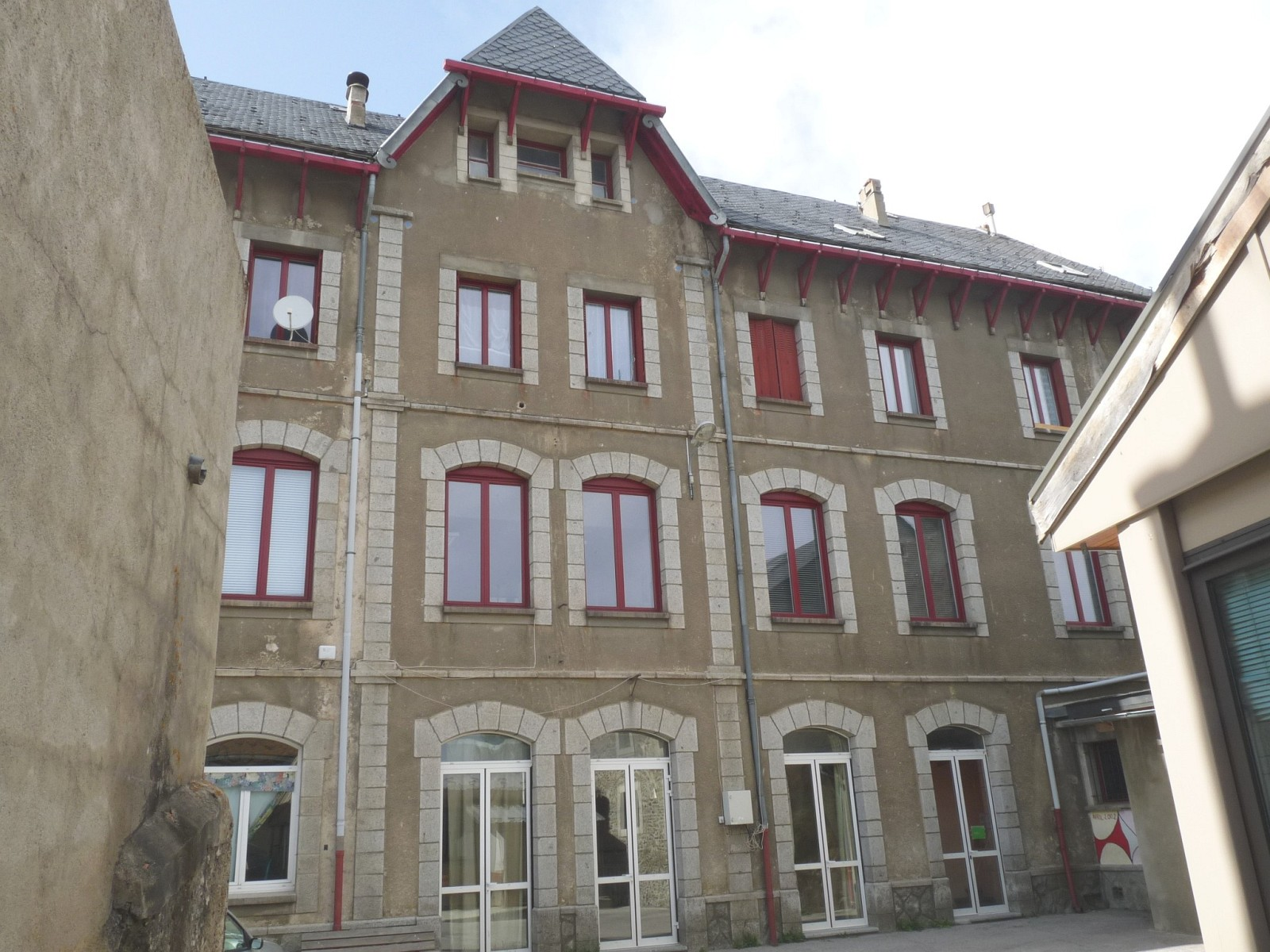
L'école communale.

L'école est un regroupement pédagogique intercommunal entre Matemale, Les Angles et Formiguères. Les Angles et Matemale accueillent chacune une école maternelle. Les Angles et Formiguères accueillent chacune une école élémentaire avec le CP et le CE1 pour Les Angles, et du CE2 au CM2 pour Formiguères. L'école primaire publique  de Formiguères, située dans le bourg, accueille 60 élèves en 2015.
Le secteur du collège est Font-Romeu.

### Manifestations culturelles et festivités
- Fête patronale et communale : 8 septembre[65] ;
- Foires : lundi de Pâques, 11 juillet et dernier dimanche d'octobre[65].

### Sports

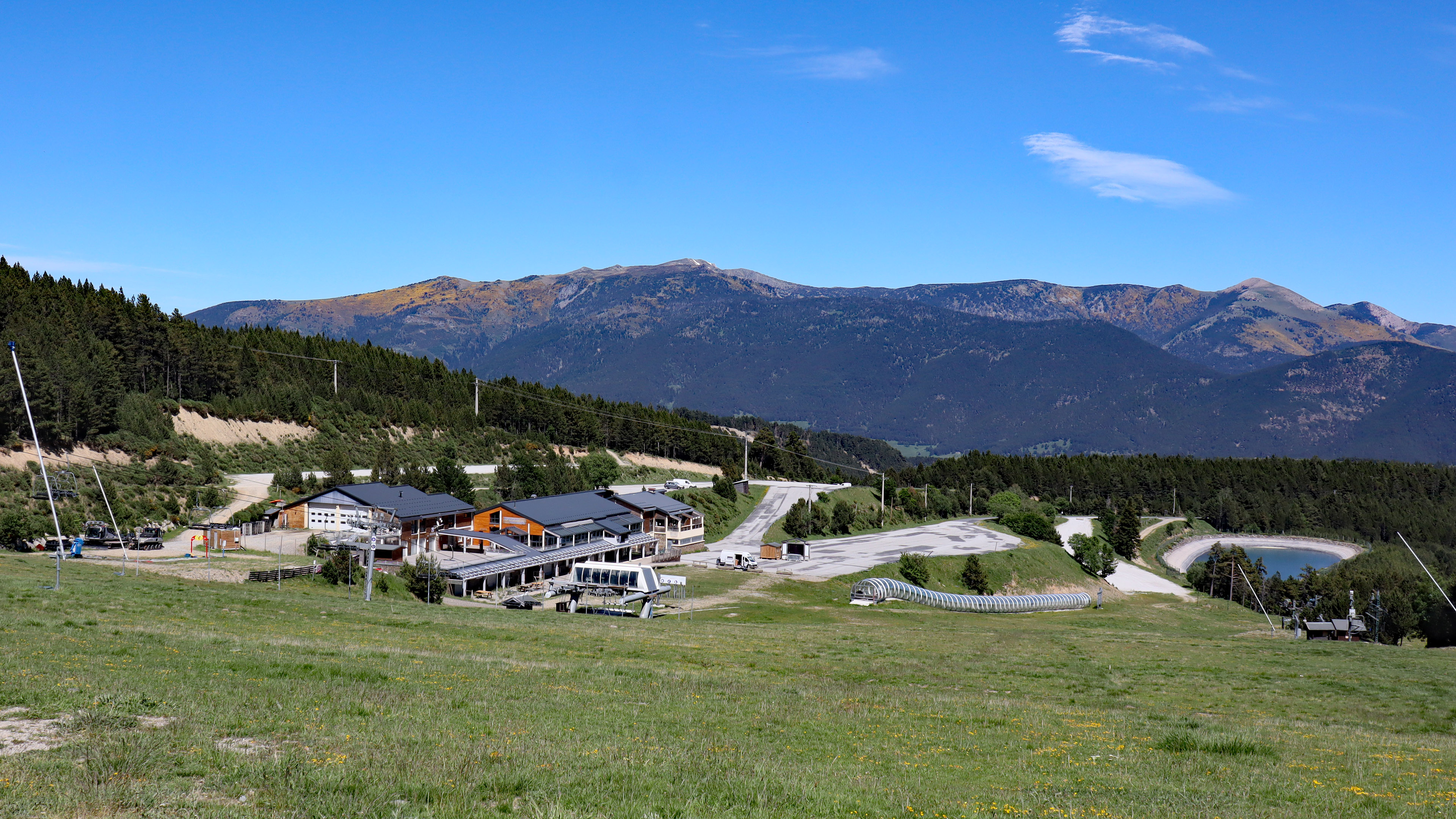
Station de Formiguères.

## Économie

### Revenus
En 2018, la commune compte 217 ménages fiscaux, regroupant 483 personnes. La médiane du revenu disponible par unité de consommation est de 18 420 € (19 350 € dans le département).

### Emploi
|                | 2008   | 2013   | 2018   |
| -------------- | ------ | ------ | ------ |
| Commune        | 5 %    | 5,3 %  | 7,8 %  |
| Département    | 10,3 % | 12,9 % | 13,3 % |
| France entière | 8,3 %  | 10 %   | 10 %   |

En 2018, la population âgée de 15 à 64 ans s'élève à 332 personnes, parmi lesquelles on compte 81,8 % d'actifs (73,9 % ayant un emploi et 7,8 % de chômeurs) et 18,2 % d'inactifs,. Depuis 2008, le taux de chômage communal (au sens du recensement) des 15-64 ans est inférieur à celui de la France et du département.
La commune est hors attraction des villes,. Elle compte 351 emplois en 2018, contre 199 en 2013 et 221 en 2008. Le nombre d'actifs ayant un emploi résidant dans la commune est de 246, soit un indicateur de concentration d'emploi de 142,6 % et un taux d'activité parmi les 15 ans ou plus de 70,7 %.
Sur ces 246 actifs de 15 ans ou plus ayant un emploi, 122 travaillent dans la commune, soit 50 % des habitants. Pour se rendre au travail, 75,6 % des habitants utilisent un véhicule personnel ou de fonction à quatre roues, 0,8 % les transports en commun, 15,5 % s'y rendent en deux-roues, à vélo ou à pied et 8 % n'ont pas besoin de transport (travail au domicile).

### Activités hors agriculture

#### Secteurs d'activités
96 établissements sont implantés  à Formiguères au 31 décembre 2019. Le tableau ci-dessous en détaille le nombre par secteur d'activité et compare les ratios avec ceux du département,.
| Secteur d'activité                                                                                        | Commune | Commune | Département |
| Secteur d'activité                                                                                        | Nombre  | %       | %           |
| --- | ------- | ------- | ----------- |
| Ensemble                                                                                                  | 96      |         |             |
| Industrie manufacturière, industries extractives et autres                                                | 9       | 9,4 %   | (8,7 %)     |
| Construction                                                                                              | 17      | 17,7 %  | (14,3 %)    |
| Commerce de gros et de détail, transports, hébergement et restauration                                    | 37      | 38,5 %  | (30,5 %)    |
| Activités financières et d'assurance                                                                      | 1       | 1 %     | (3 %)       |
| Activités immobilières                                                                                    | 1       | 1 %     | (6,2 %)     |
| Activités spécialisées, scientifiques et techniques et activités de services administratifs et de soutien | 14      | 14,6 %  | (13 %)      |
| Administration publique, enseignement, santé humaine et action sociale                                    | 15      | 15,6 %  | (13,9 %)    |
| Autres activités de services                                                                              | 2       | 2,1 %   | (8,5 %)     |

Le secteur du commerce de gros et de détail, des transports, de l'hébergement et de la restauration est prépondérant sur la commune puisqu'il représente 38,5 % du nombre total d'établissements de la commune (37 sur les 96 entreprises implantées  à Formiguères), contre 30,5 % au niveau départemental.

#### Entreprises et commerces
Les deux entreprises ayant leur siège social sur le territoire communal qui génèrent le plus de chiffre d'affaires en 2020 sont : 
- Le Pain De Papou, boulangerie et boulangerie-pâtisserie (481 k€)
- Loosports, commerce de détail d'articles de sport en magasin spécialisé (348 k€)

La commune possède une petite station de sports d'hiver, située à 1 700 mètres d'altitude.
Un chalet d'entraînement pour la Légion étrangère, le 4e régiment, est situé dans la commune.

### Agriculture
|               | 1988 | 2000 | 2010 | 2020 |
| ------------- | ---- | ---- | ---- | ---- |
| Exploitations | 9    | 12   | 4    | 3    |
| SAU (ha)      | 290  | 284  | 148  | 362  |

La commune est dans le Capcir, une petite région agricole située à l'extrême ouest du département des Pyrénées-Orientales. En 2020, l'orientation technico-économique de l'agriculture  sur la commune est l'élevage bovin, orientation mixte lait et viande. Trois exploitations agricoles ayant leur siège dans la commune sont dénombrées lors du recensement agricole de 2020 (neuf en 1988). La superficie agricole utilisée est de 362 ha,,.

### Services publics
Formiguères possède aussi une gendarmerie et une poste.

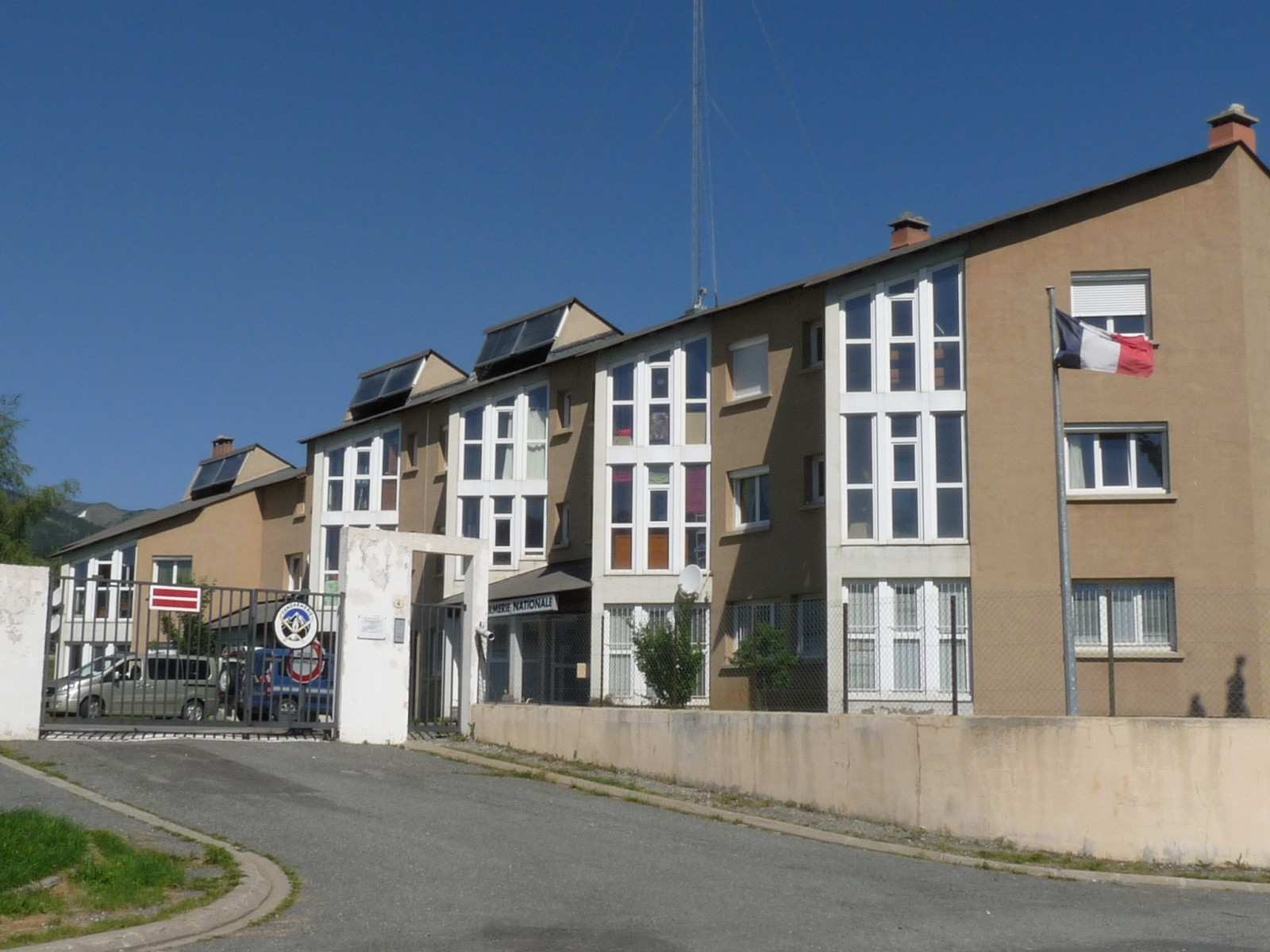
La gendarmerie.
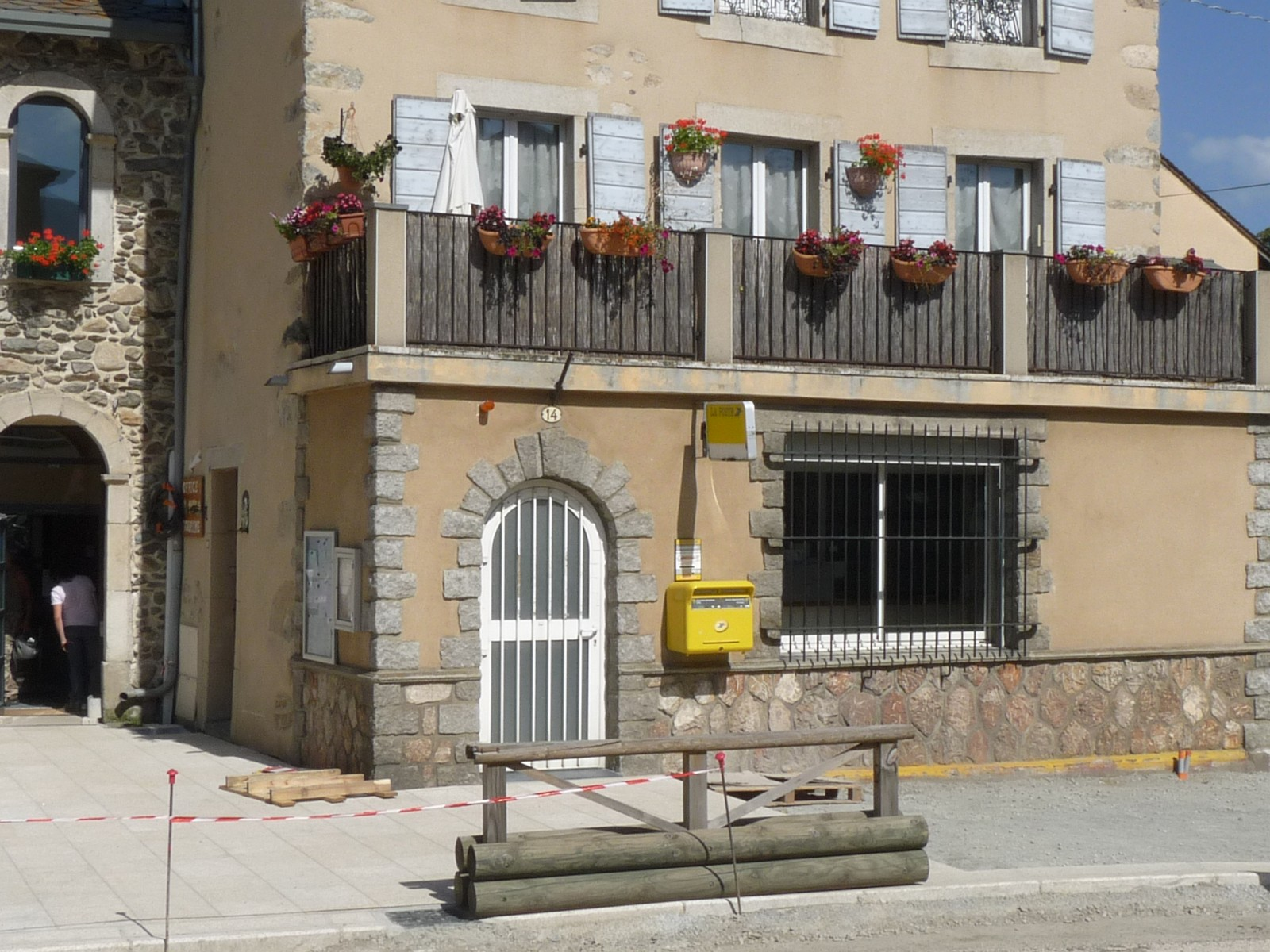
La poste, près de la mairie.

## Culture locale et patrimoine

### Monuments et lieux touristiques
- Église Sainte-Nativité-Notre-Dame, d'origine romane (XIe et XIIe siècles). La Façade a été classé au titre des monuments historiques en 1913[70]. Plusieurs objets sont référencés dans la base Palissy (voir les notices liées)[70].
- La Chapelle Sainte-Marie de Villeneuve, située près de Villeneuve-de-Formiguères.

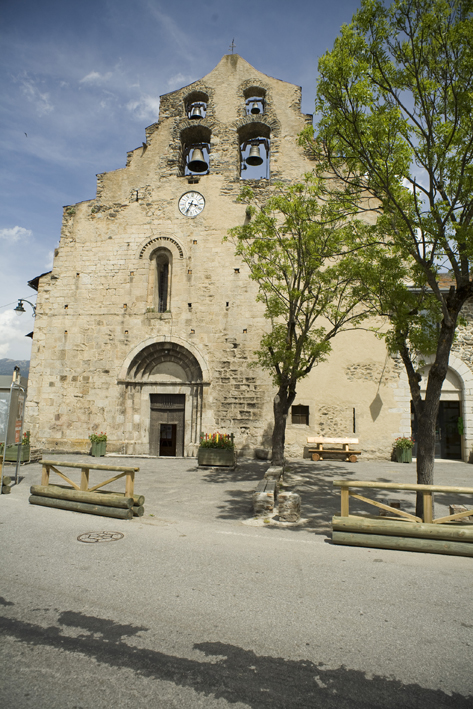
Église de la Nativité de Notre-Dame.
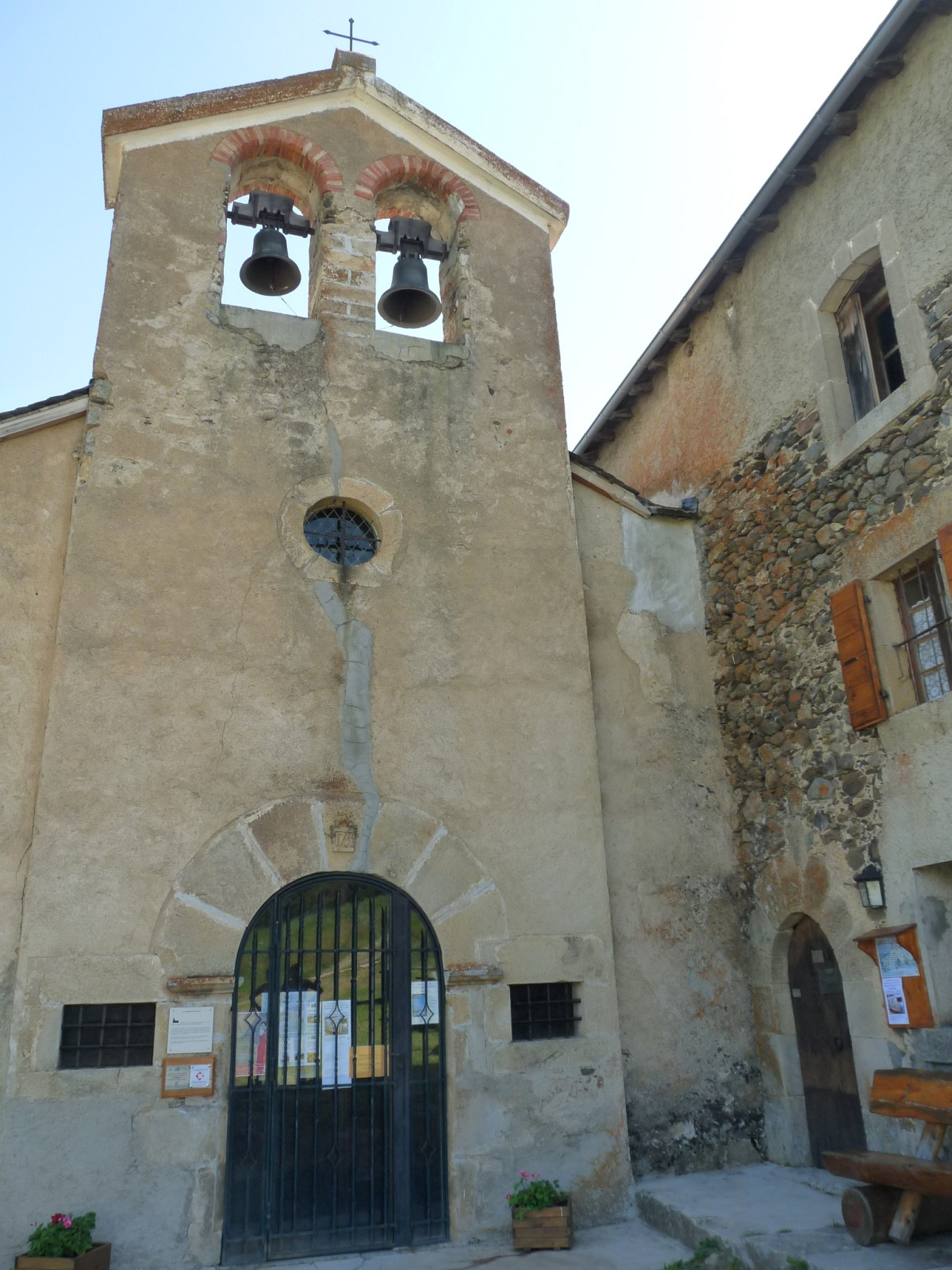
Chapelle Notre-Dame de Villeneuve.
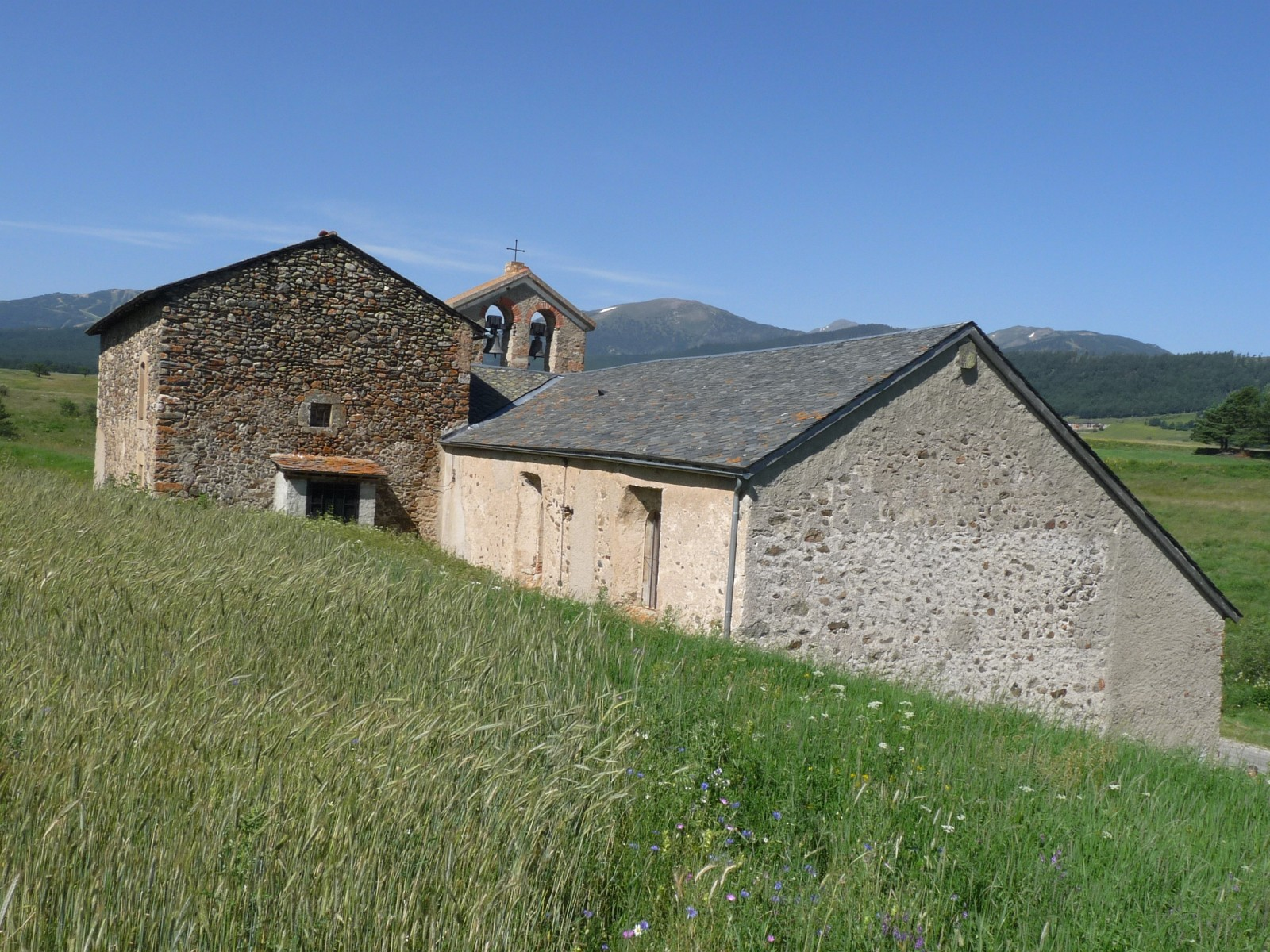
Chapelle Notre-Dame de Villeneuve.
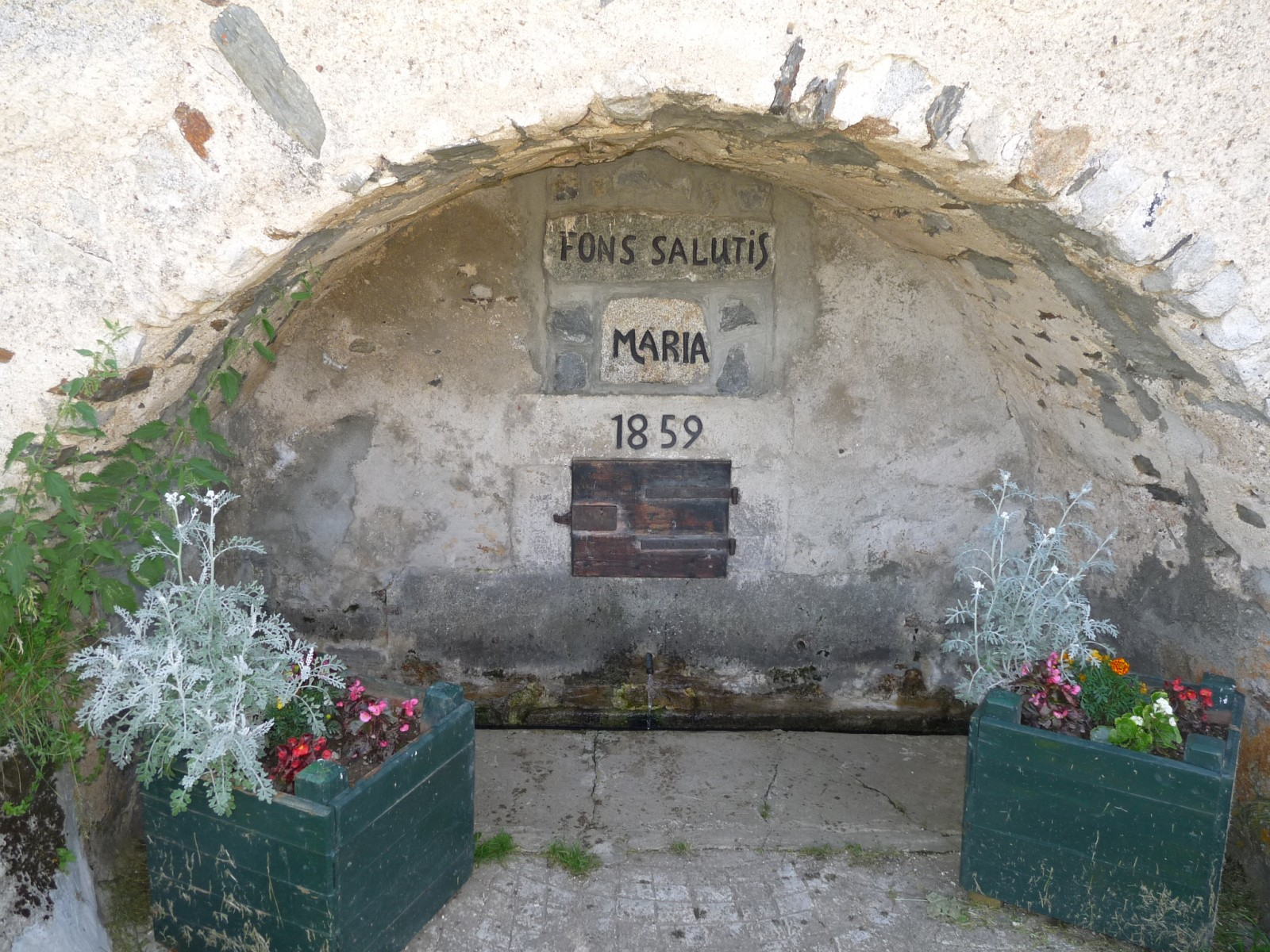
Fontaine dédiée à la Vierge, Chapelle de Villeneuve
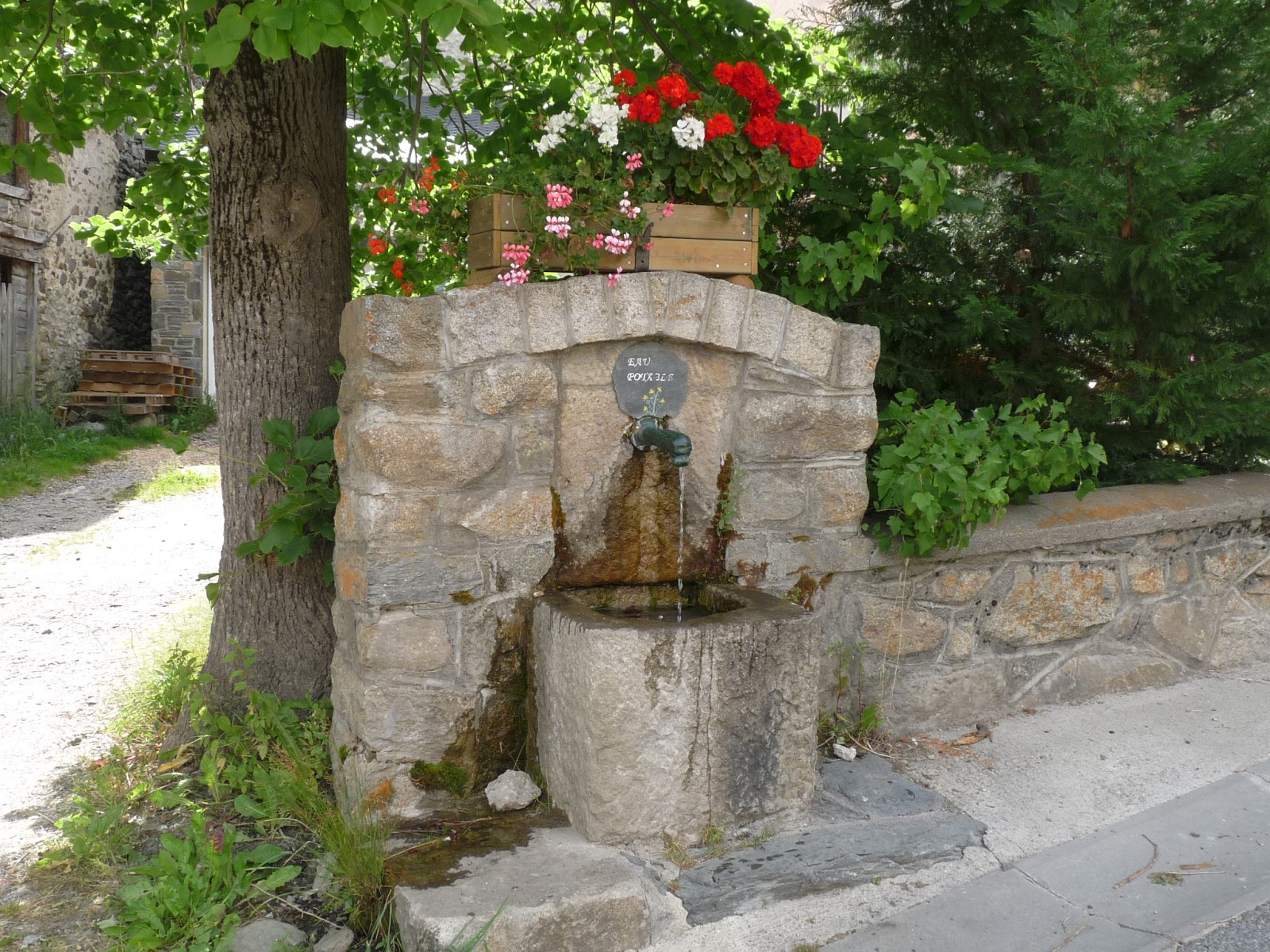
Fontaine dans le bourg.

### Personnalités liées à la commune
- Sanche de Majorque (1276-1324) : roi de Majorque mort à Formiguères.

### Héraldique
| [[Image:\|Blason de Formiguères\|100px]] | Blason  | Une couronne pour honorer le roi mort à Formiguères, 3 épis de blés car ils sont cultivés depuis plus de mille ans à Formiguères et un aigle suivi du drapeau catalan |
| [[Image:\|Blason de Formiguères\|100px]] | Détails | Le statut officiel du blason reste à déterminer. |